# Wirtschaftsgeschichte der Republik Venedig
Die Wirtschaftsgeschichte der Republik Venedig und der die Stadt umgebenden Lagune reicht, wie die Besiedlungsgeschichte, bis in das Neolithikum zurück. Am äußersten Ende der Adria gelegen, profitierte die Stadt seit dem Frühmittelalter von ihrer Lage nahe an den Märkten Mitteleuropas und von der formalen Zugehörigkeit zum Byzantinischen Reich. Sie errang bei zunehmender Autonomie Handelsvorrechte sowohl in Byzanz als auch im Römisch-deutschen Reich. Mit dem 4. Kreuzzug wurde der Doge Enrico Dandolo 1204 nominell zum Herrn von drei Achteln des Byzantinischen Reiches, und ein Kolonialreich entstand zwischen Istrien und Kreta, das schließlich bis nach Zypern reichte. Es bildete das logistische Rückgrat der Schiffskonvois und des freien Handels, sowie der Versorgung Venedigs mit Salz und dem Grundnahrungsmittel Weizen.

Neptun bietet Venedig Gaben, Giambattista Tiepolo 1748–50, Öl auf Leinwand, 135 × 275 cm, Dogenpalast

Die kommerzielle Revolution mit ihren neuen Organisations-, Lebens- und Kulturformen führte zu einer zuvor nie gesehenen Dominanz des Wirtschaftlichen, des Rechenhaften (Max Weber) und der Kontrollmechanismen. Venedigs Handelstechniken, Gesellschaftsformen und Finanzierungsmethoden, aber auch Mittel der Wirtschaftsförderung, sind der europäischen Entwicklung oft weit vorausgeeilt.
Kreuzzüge und die Eroberung Konstantinopels im Jahr 1204 öffneten für mehrere Jahrhunderte zugleich den direkten Handel bis tief nach Asien. Doch erforderten diese Handelsreisen, ebenso wie die Ausstattung der regelmäßigen Schiffskonvois, Kapitalmengen, die überwiegend als Kredite bereitgestellt wurden. Dabei verfügte nur der Adel über das Recht, den Fernhandel zu betreiben – bekannt ist das Quasi-Monopol im Pfefferhandel. Derselbe Adel monopolisierte auch die politische Führung.
Trotz der Dominanz des Zwischenhandels war der Schiffbau die herausragende „Industrie“ und der mit Abstand größte Arbeitgeber. Dazu kam im Spätmittelalter die Produktion von Tuch, Seide und Glas. Von größter Bedeutung waren ebenso der monopolisierte Salzhandel und der Getreidehandel, der nicht weniger als der gesamte restliche Handel zum Vermögen des Adels beitrug.
Von Anfang an hatte sich Venedig scharfer Konkurrenz zu erwehren und lieferte sich allein mit Genua vier umfassende Kriege. In der Frühen Neuzeit verlor Venedig nach und nach seine Kolonien an die Osmanen und büßte seine Monopolstellung in der Adria ein. Zudem verdrängten Holländer und Engländer die venezianische Konkurrenz und die Portugiesen zogen den Gewürzhandel an sich. Darüber hinaus erschwerte der Protektionismus in den Staaten Europas und im Osmanenreich den Marktzugang.
So basierte die Regionalmacht am Ende überwiegend auf der Produktion von Luxusartikeln und der Agrarproduktion des oberitalienischen Festlands.

## Bis zum 9. Jahrhundert

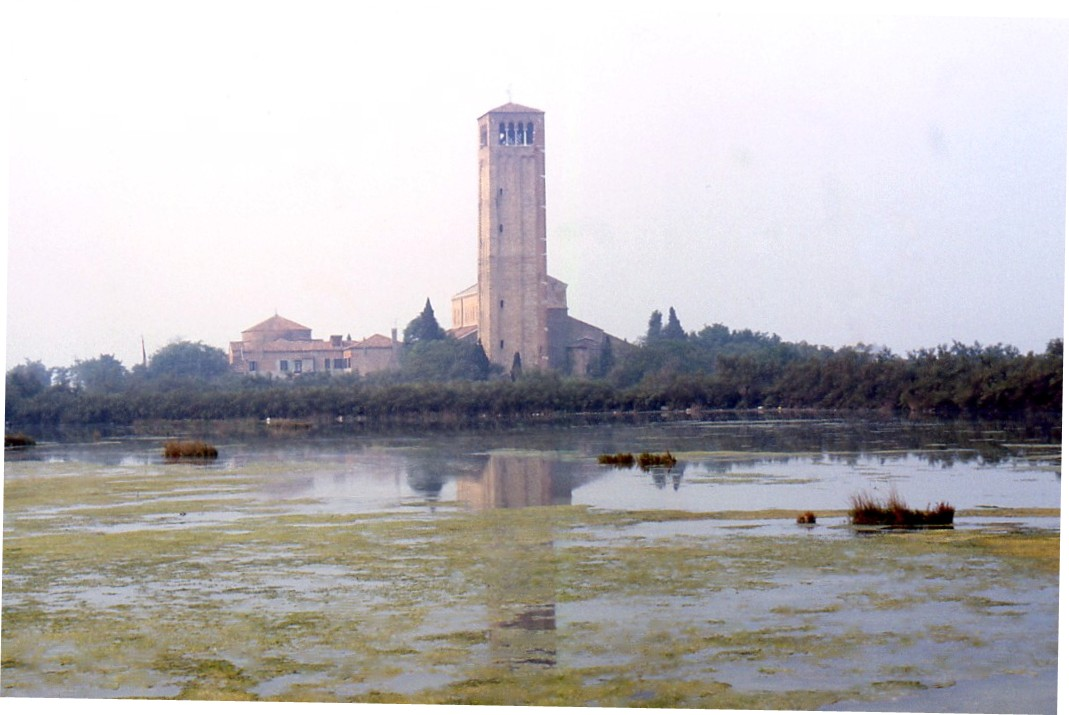
Die Kathedrale auf dem heute fast unbewohnten Torcello, Michael Johanning 1985

Um 4000 v. Chr. entstand die Lagune von Venedig hinter den angeschwemmten Sandinseln am nördlichen Ende der Adria. Jagd und Fischfang sowie erste Siedlungen lassen sich für das 3. Jahrtausend v. Chr. belegen, wie etwa beim Fondaco dei Tedeschi, beim Markusplatz, aber auch auf Inseln wie Torcello oder Lazzaretto Nuovo.
In der Antike lag der Meeresspiegel mehrere Meter tiefer als heute, daher finden sich in der Lagune die ältesten Spuren menschlicher Besiedlung in Bereichen, die heute vielfach unter Wasser liegen. Griechische und etruskische Spuren deuten auf frühere Besiedlung hin als lange angenommen. Chioggia (Clodia) war eine römische Militärsiedlung und im Fontego dei Turchi am Canal Grande kam eine Münze aus der Zeit Kaiser Trajans zu Tage. 2013 führte Ernesto Canal allein 730 römische Fundstätten, etwa 200 römische Strukturen sowie 90.000 Fundstücke auf.
Spätestens im 6. Jahrhundert spielen Fischerei, dazu vor allem Meersalz und Getreide erstmals in einer Quelle die Hauptrollen. Um 750 untersagte allerdings der Langobardenkönig Aistulf jeden Handel mit den byzantinischen Untertanen, damit wohl auch mit den Orten der Lagune. Schon Papst Zacharias (741–752) hatte sich über venezianische Händler beklagt, die christliche Sklaven in Rom erwarben, um sie nach Afrika „ad paganam gentem“ weiterzuverkaufen.
Doch um 780 lassen sich womöglich wieder Händler in Pavia fassen, die alle orientalischen Luxusgüter („omnes orientalium divitias“) zum Verkauf anboten, darunter Purpur aus Tyros. Bereits vor 785 residierten außerdem venezianische Händler in Ravenna und in der Pentapolis, die von den Franken 787/791 „vertrieben“ wurden. Um 800 erscheinen venezianische Reliquienhändler bereits in Jerusalem, 813 wiederum in Rom – dabei segelten sarazenische Gesandte auf venezianischen Schiffen nach Sizilien („in navigiis Beneticorum“), wie aus einem Brief Papst Leos III. hervorgeht. 823 entführen sie die Reliquien des Evangelisten Markus aus Alexandria in Ägypten. An diesen wenigen Quellen entspann sich eine Debatte, ab wann der Aufschwung Venedigs als Handelsmacht begann, eher gegen Ende des 8. Jahrhunderts (so etwa Roberto Sabatino Lopez), oder doch erst mehr als ein Jahrhundert später (Gino Luzzatto). In jüngerer Zeit neigt die Forschung zunehmend der Ansicht von Michael McCormick zu, der annahm, der Aufstieg habe sich gegen Ende des 8. Jahrhunderts in recht kurzer Zeit, nämlich nur einer Generation abgespielt. Jedoch wurden seine Belege, nämlich eine rapide anwachsende Zahl von Kirchengründungen und die Zirkulation arabischer Goldmünzen, in Frage gestellt. Eindeutig ist in jedem Falle der Aufschwung des weiteren Umfelds, etwa von Comacchio, archäologisch belegt, nämlich in Form von Werkstätten und eines rapiden Anwachsens der irdenen Transportgefäße, deren Scherben in großer Zahl ausgegraben wurden. Annamaria Pazienza konnte 2017 darüber hinaus zeigen, dass auf der Grundlage von militärischer, und das bedeutet in Venedig vor allem mariner Betätigung, wie etwa bei der Rückeroberung Ravennas (um 739), also auch Schiffbau, dazu dem expandierenden Handelsraum des Frankenreichs, aber auch von lokalem und Fernhandel Venetiens, die ökonomische Expansion der Lagunenstädte schnell Fahrt aufnahm. Deren Hauptstadt wurde dabei erst um 810 das heutige Venedig, während zuvor Metamaucum Sitz des Dogen war.

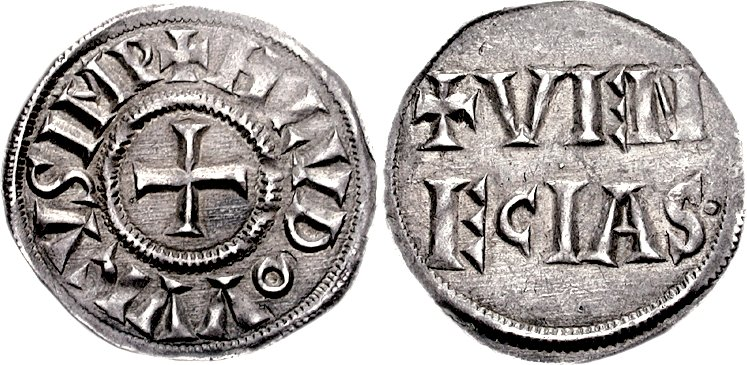
Venezianischer Denar, eine Silbermünze aus der Zeit Ludwigs des Frommen, 1,13 g. Auf der Vorderseite HLVDOVVICVS IMP um ein Kreuz, auf der Rückseite VENECIAS

Der Handel war dabei noch überwiegend Tauschhandel. Zwar kannte man Münzen, und man prägte sogar eigene, indem man die kaiserlichen, z. B. die Kaiser Ludwigs des Frommen, übernahm und auf der Rückseite „Venecias“ einprägte, doch bevorzugte man die Münzen Veronas. Eine eigene Münzprägestätte, die Zecca (arab. Münze), lässt sich zu Anfang des 9. Jahrhunderts fassen.
Die frühe Phase der „Feudalisierung“ mit dem Erwerb umfangreicher Landgüter brachte erste, größere Kapitalmengen in die Hand einzelner Familien. Das Testament des Dogen Giustiniano Particiaco von 829 zeigt, dass außer den Wirtschafts- und Wohnbauten Handelsgüter, Schmuck, vor allem aber Bargeld und Kredite zu seinem Vermögen gehörten – und schließlich erhebliche Summen, die zur Zeit seines Todes noch in Handelsunternehmen steckten. Die Führungsschicht war also fast von Anfang an sehr stark im Handel tätig, im Gegensatz zu ihren Standesgenossen auf dem Festland.

## Zwischen Byzanz und dem Heiligen Römischen Reich (9. bis 12. Jahrhundert)

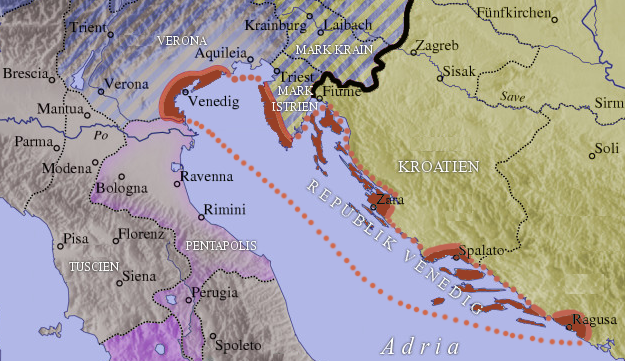
Venezianische Besitzungen um das Jahr 1000

Mit der Zerstörung Comacchios (854 bzw. 946), das die Mündung des Po beherrschte und damit die Haupthandelsstraße Oberitaliens, war der Handel bis Pavia und Piacenza frei – in die sich dahinter anschließenden Gebiete hatte schon ein Abkommen mit Karl III. die Handelswege geöffnet. Ähnliche Ziele verfolgte Venedig auf der Halbinsel Istrien. Viel schwieriger war das Verhältnis zu den Narentanern, den Piraten Dalmatiens. Erst um 1000 gelang es dem Dogen Pietro II. Orseolo, das nördliche und mittlere Dalmatien seiner Oberherrschaft zu unterwerfen.
Die Privilegierung des Handels im Reich in Kombination mit der Beherrschung der Adria stellte das westliche Pendant zu einer ersten Goldbulle des byzantinischen Kaisers von 992 dar, der weitere Handelsprivilegien folgten. Wie im Westen, so war Venedig nun auch im Osten bevorrechtet. Im Gegenzug für militärische Hilfe gegen die Araber Süditaliens hatte Kaiser Basileios II. die Abgaben pro Handelsschiff beinahe halbiert. Gleichzeitig nahmen Venezianer Handelskontakte bis nach Tunis auf. Dorthin, und nach Alexandria, lieferten sie Holz, Waffen und Metalle, ebenso wie slawische Sklaven – auch wenn dieser Handel 960 verboten wurde.
Der Durchbruch gelang 1082 mit dem Privileg Kaiser Alexios’ I., das den freien Handel garantierte und große Teile des Byzantinischen Reichs überhaupt erst öffnete. Eigene Kaufmannskolonien, Handelshäuser und Anlegestellen kamen an die Venezianer. Die mit Abstand größte Kolonie entstand dabei am Goldenen Horn in der Hauptstadt Konstantinopel.
Auch im Heiligen Land, das ab 1098 von den Kreuzfahrern erobert wurde, erhielt Venedig das Recht auf freien Handel, weil es 1100 Gottfried von Bouillon unterstützt, und vor allem Tyros, das Handelszentrum in Syrien, erobert hatte. Die Kolonien stellten eine fast autarke Stadt in der Stadt dar, meist sogar ummauert, von Syrien und Kleinarmenien aus dirigierten sie den Handel bis tief nach Asien. Auch Alexandria und der Maghreb wurden häufiges Ziel ihres Handels.
Das Pendant des Privilegs von 1082 stellte das Privileg Kaiser Heinrichs IV. dar, das er 1084 für das Römisch-deutsche Reich ausstellte. Tief verstrickt in den Investiturstreit, erlaubte er Venedig den Handel im gesamten Reich, den Reichsbewohnern aber nur den Handel bis Venedig. Damit hatte die Stadt den Adriahandel monopolisiert, denn von dort durften Waren nur nach Venedig gebracht werden, das heißt, die Stadt setzte das Stapelrecht durch. Stapel und Umschlag zwangen die Händler von außerhalb dazu, sich in Handelshäusern einzufinden, wobei die als „Deutsche“ bezeichneten Händler aus dem Reich im Handelshaus der Deutschen wohnen mussten.
Um 1130 gelang es den vorherrschenden Familien, den Einfluss des Klerus deutlich einzuschränken und sich in der zweiten Hälfte des Jahrhunderts einen erheblichen Teil der Güter der rund 100 kirchlichen Einrichtungen anzueignen. Nun versuchten die alten Familien, den Verkauf von Kirchenbesitz einzuschränken, indem sie bestimmten, dass etwa im Falle von Klosterbesitz der Abt und das Kapitel, der Bischof und ein weltlicher Advokat zustimmen mussten. In der Folge drängten die zu Reichtum gelangten neuen Familien, denen hier der Zugriff verwehrt wurde, auf Besitzerwerb auf dem Festland.

## Kapitalvervielfachung, Kolonien und Konflikte in der Herrenschicht (1171 bis 1261)
Die venezianischen Privilegien wurden zu einer Bedrohung des byzantinischen Handels und der Einnahmen des Staates. Obwohl die daraus resultierende Feindseligkeit seit Jahrzehnten erkennbar war, erfolgten die Verhaftung aller (angeblich) 10.000 Venezianer im Byzantinischen Reich am 12. März 1171 und das folgende Handelsverbot völlig überraschend. Das Händlerquartier am Goldenen Horn wurde praktisch aufgehoben. Der militärische Gegenschlag scheiterte trotz des Einsatzes von 120 Galeeren. In Venedig kam es zu Tumulten und der Doge Vitale Michiel II. wurde auf offener Straße erstochen. Venedig verlor alle Vorrechte und konnte erst 14 Jahre später wieder ein wenig Fuß fassen. Mit dem IV. Kreuzzug bot sich dem Dogen Enrico Dandolo eine Gelegenheit, die alten Privilegien wiederherzustellen und neue zu erlangen.

### Schlagartiger Reichtum und feudaler Lebensstil

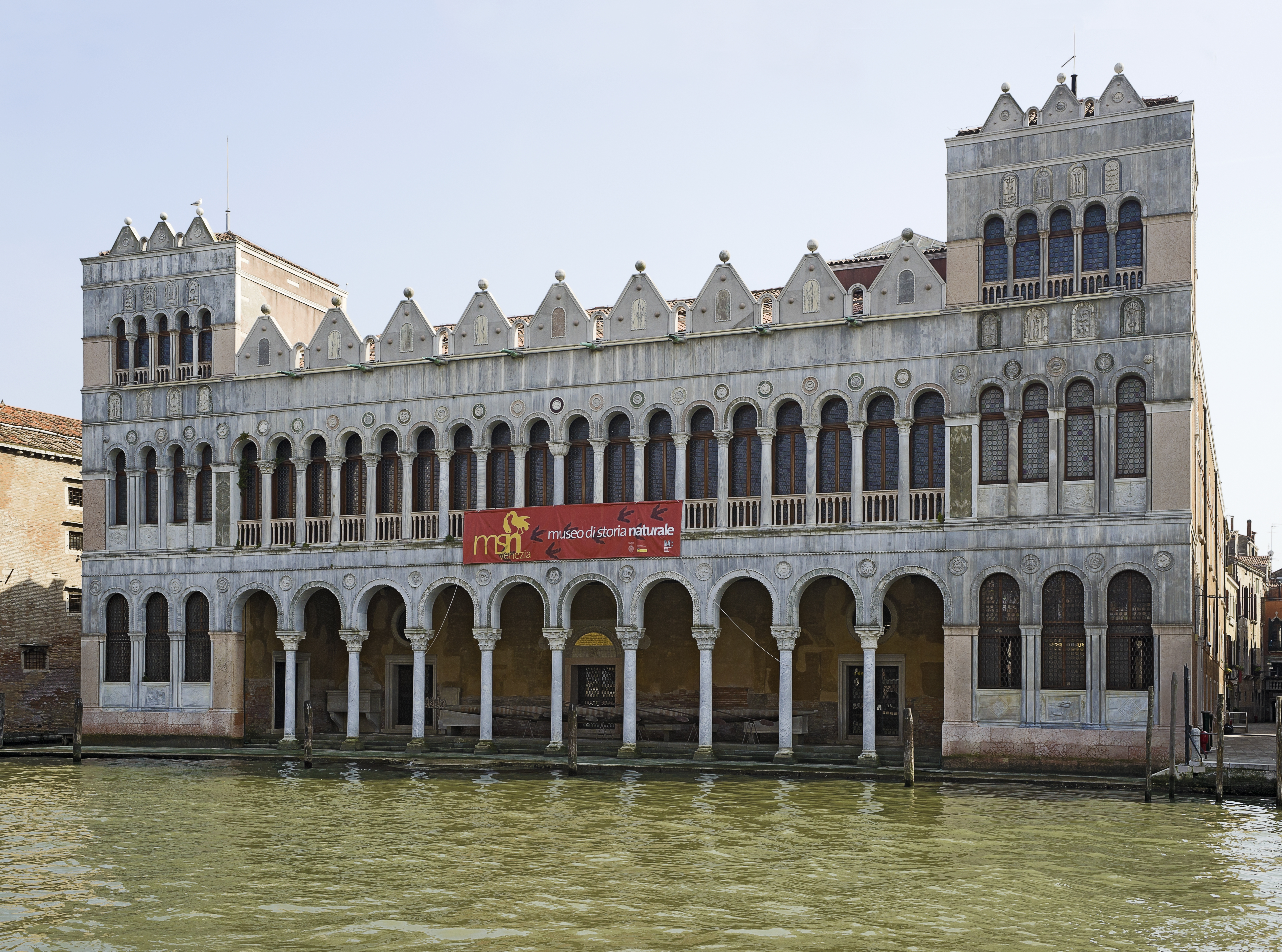
Der älteste erhaltene Stadtpalast, das spätere Handelshaus der Türken (Fontego dei Turchi)

Die Eroberung Konstantinopels und die Errichtung eines Kolonialreichs machten Venedig, gegen den wachsenden Widerstand Genuas, zur Vormacht im östlichen Mittelmeer. Dieses Kolonialreich und das Lateinische Kaiserreich (1204–1261) bildeten den politischen Rahmen für die massive Expansion des Handels. Darüber hinaus partizipierten die Händler am Warenaustausch mit dem Heiligen Land, wo bis 1291 Akkon eine wichtige Handelsdrehscheibe bildete.
Der Handel war zunächst gar nicht in der Lage, solche Kapitalmengen aufzunehmen, so dass zahlreiche Adlige, aber auch „neureiche“ Popularen, die „Populari grassi“, Land auf der Terra ferma kauften – trotz des massiven Widerstands der betroffenen Städte.
Der Gegensatz zwischen den beiden Gruppen des Adels und der Neuaufsteiger löste sich nach und nach dadurch, dass die beiden Gruppen zum neuen, beherrschenden Stand der Magni verschmolzen. Diese teilten sich die politische Macht und die Gewinne aus dem Fernhandel. Außerdem verschlossen sie den begehrten Lebensstil, zu dem zunehmend ein Landgut gehörte, weiteren Aufsteigern. Dazu wurde ab 1226 der Grundstückspreis vom Staat festgesetzt, und zwar so, dass er mit höherem Verwandtschaftsgrad rapide sank. Der Doge durfte außerhalb des venezianischen Machtbereichs keinen Grund erwerben. 1297 wurde schließlich genau festgesetzt, wer zum Kreis des Adels gehörte (Serrata).
Des Weiteren entstanden sowohl in Venedig als auch im Kolonialreich an vielen Stellen neue Machtpositionen, die den fast ausschließlich adligen Inhabern ein Auskommen sicherten. Damit war der neuformierte Adelsstand gegenüber der restlichen Bevölkerung erheblich privilegiert. Einige Adlige eroberten zudem in der Ägäis ganze Inselreiche.
Durch den intensivierten Handel und durch die Kriegsanstrengungen stieg der Bedarf an Schiffsbesatzungen stark an, was zahlreichen Männern Beschäftigung bot. Außerdem verringerte man die soziale Sprengkraft, die die Veränderungen bewirkten, indem drei- bis viertausend Männer nebst ihren Familien die Besiedlung Kretas ab 1211 übernahmen. Sie erhielten dort Feudalgüter und wurden so an den Möglichkeiten gesellschaftlichen Aufstiegs beteiligt.

### Kolonialreich und Handelskolonien
Das Kolonialreich zog sich von der Lagune bis nach Kreta. Der Mittelpunkt des Kolonialreichs war zunächst die Kaufmannschaft am Goldenen Horn. Obwohl Venedig gar nicht in der Lage war, die während der Belagerung Konstantinopels als ihren Anteil vereinbarten drei Achtel des Byzantinerreichs in Besitz zu nehmen, sicherte es sich doch die wichtigsten Punkte, an denen Lagerhäuser, Unterkünfte, Getreide- und Schiffszwiebackspeicher, eigene Flotten und auch Nachrichtensysteme eingerichtet wurden, die den Handel stark beförderten und sicherten.
Zusätzlich saßen in Bari und Syrakus, in Tripolis und Tunis, auf den Balearen und in Valencia, Sevilla und Barcelona, in Montpellier, Nîmes und Aigues-Mortes, in Southampton und London, vor allem aber in Brügge – kleine, kapitalstarke, kundige Gruppen von Männern, die das Rückgrat des dortigen Handels bildeten. Dazu kam ein festes Kuriersystem, das Brügge und Venedig binnen acht Tagen verband. Schließlich konnten Händler Stationen in Augsburg, Ulm, Nürnberg, Frankfurt, Köln und Wien nutzen. Darüber hinaus zeigen zahllose Händlerbriefe, dass man sich mit jedem Schreiben über Preisschwankungen, Zolländerungen und Wechselkurse bis hin zu Gerüchten über politische Umbrüche auf dem Laufenden hielt.

### Zuwanderung
Venedig, das um 1300 vielleicht 85.000 bis 100.000 Einwohner hatte, konnte die durch Handelsniederlassungen und Kolonisierungen entstandenen Bevölkerungseinbußen nur verkraften, weil zugleich viele Menschen in die Metropole einwanderten. Venedig förderte dabei, vor allem nach den Pestwellen ab 1348, die Zuwanderung von Spezialisten, wie Luccheser Seidenwebern oder Mühlenbauern und Bäckern aus dem Römisch-deutschen Reich. Die Stadt wuchs dabei hauptsächlich nach innen, das heißt, bisher von Gärten und Sümpfen geprägte Stadtteile wurden zunehmend bebaut.
Ähnliche Kolonien wie die Handwerker bildeten die ausländischen Händler, die sich, wie die Mailänder, in einer Gasse nahe bei Rialto ballten. Ab dem 14. Jahrhundert traten die vor allem im Tuchhandel tätigen Toskaner hervor, die im Bankgewerbe eine wichtige Rolle spielten, allen voran die Florentiner. Aus Süditalien kamen vor allem Apulier, dazu Slawen, Griechen und Franzosen, wenn auch in geringerer Zahl. Ab etwa 1250 kamen Leute aus dem Reich – seien es Deutsche, Ungarn, oder Böhmen, die pauschal „Tedeschi“ genannt wurden – im „Handelshaus der Deutschen“ (Fondaco dei Tedeschi) unter. Eigene Visdomini del Fondaco überwachten die Tätigkeit der Bewohner, Makler vermittelten den Handel, überwachten ihn aber auch. Schließlich siedelte sich eine Gruppe von Zuwanderern, die Juden, mehrheitlich in Mestre an. Dort waren sie beispielsweise im Kreditwesen tätig und boten – zum Ärger der eingesessenen Wucherer – erheblich günstigere Kredite. Erst mit der Gründung des Ghettos ab 1516 lebte der überwiegende Teil von ihnen in einem abgeschlossenen Quartier.

## Venedig als Welthandelsmacht (13. bis 15. Jahrhundert)

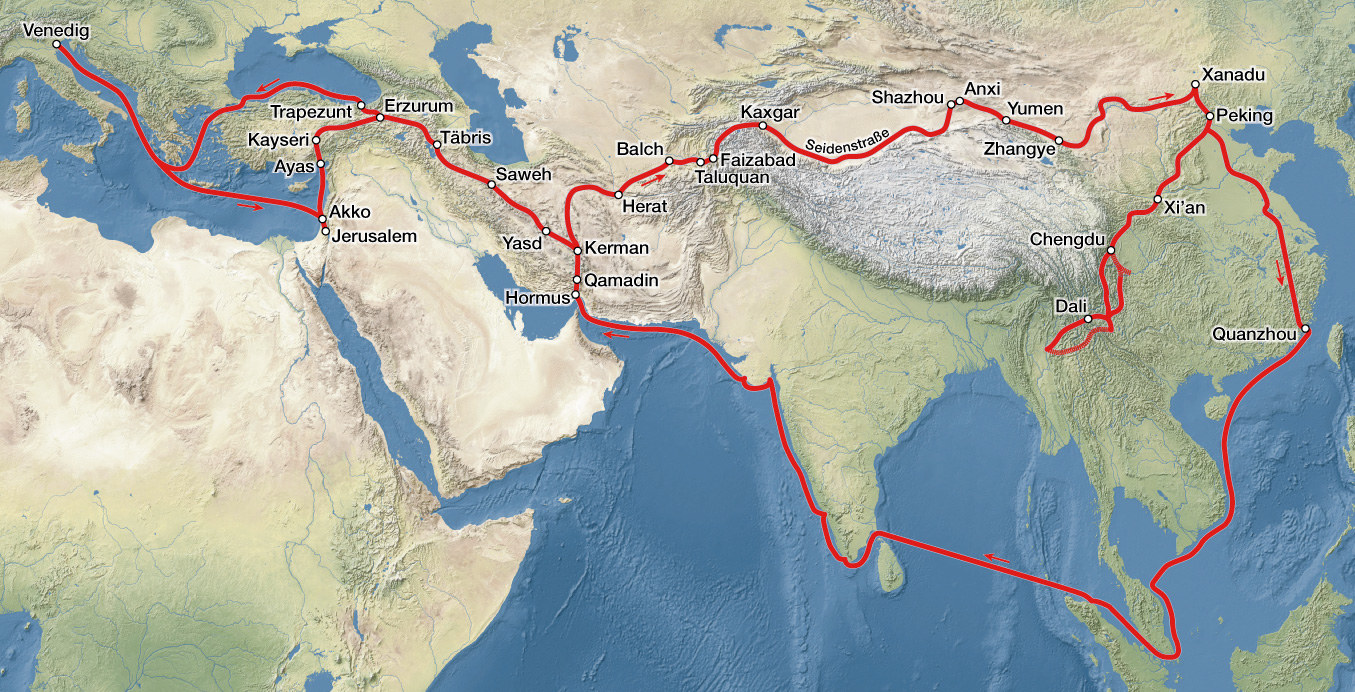
Reiseroute Marco Polos

Mit dem endgültigen Fall Jerusalems (1244) verlagerte sich die Ausgangsbasis des Handels in Richtung Bagdad und Täbriz und nach Kleinarmenien. Doch mit der Expansion der ägyptischen Mamluken bis nach Syrien – 1291 fiel als letzte Stadt Akkon – wurden die Venezianer aus dem Nahen Osten verdrängt.
So drängten sie in den Handel über das Schwarze Meer Richtung Armenien, Persien, Turkestan. Nach zähen Verhandlungen wurden sie wieder zum Handel im Byzantinischen Reich zugelassen. Das war umso wichtiger, als die Durchfahrt durch den Bosporus die wichtigste Voraussetzung für den Zentralasienhandel darstellte. Nicht zufällig reiste Marco Polo von 1278 bis 1291 durch Asien. Ein zweiter Weg führte von Trapezunt über den Persischen Golf bis nach Indien, ein dritter führte von Tana an der Mündung des Don über Wolga und Kaspisches Meer bis nach Indien.

### Handelsstrukturen

#### Gesellschaftsformen und Kredit
Einfache Kredite waren für den Handel zu teuer (ca. 20 % pro Jahr bei extremen Schwankungen, dazu hohe Bürgschaften), und auch der Handelskredit (mutuo ad negotiandum) bot nur den Vorteil, dass er durch Teilung des erwarteten Handelsgewinns abgedeckt werden konnte.
Für den Überseehandel setzte sich ab der 2. Hälfte des 12. Jahrhunderts der Seehandelskredit (prestito maritimo) durch, der eher eine Art Gewinnbeteiligung darstellte. Der Vorteil für die Kreditnehmer lag darin, dass sie über das Geld frei verfügen konnten und keiner sonst üblichen Kontrolle unterlagen. Die Comenda, die auf diese Art Geldgeber und Händler verband, weitete sich durch mehrere Teilhaber an einem einzelnen Unternehmen zur Colleganza aus. Von etwa 1200 bis 1350 war sie die vorherrschende Form der Handelsgesellschaft.
Dabei steuerte ein stiller Teilhaber etwa drei Viertel des Investivkapitals bei, der aktive Teilhaber, der die Handelsfahrt durchführte, den Rest. Zweck, Aufgabenverteilung und Anteile wurden vor der Reise schriftlich festgelegt, doch konnte der aktive Teilhaber seine Gewinne schon unterwegs wieder investieren. Stiller und aktiver Teilhaber waren zwei mögliche Rollen, die mit jeder Fahrt neu festgelegt wurden, wobei häufig mehrere stille Teilhaber das nötige Kapital bereitstellten. So wurden die Risiken verteilt und zugleich Kumulationsmöglichkeiten eröffnet.
Aus dem Überseehandel wurde diese Gesellschaftsform erst Ende des 14. Jahrhunderts durch regelrechte Societates verdrängt, Handelsgesellschaften, die auf längere Zeit angelegt waren, und die ohne Festlegung auf eine einzelne Handelsfahrt bestanden. Außerdem ermöglichten doppelte Buchführung und die Einrichtung fester Faktoreien im Ausland eine viel engere Kontrolle und Steuerung, zugleich aber auch eine engere Verflechtung mit den auswärtigen Märkten. Auch gestattete sie die reine Kapitalbeteiligung.
Gegen die mangelnde Kontinuität und Überprüfbarkeit dieser Geschäfte setzte man ein weiteres Konzept: das der Familie. So galten Brüder auch ohne Vertrag als Gesellschaft (fraterna societas). Damit hafteten sie füreinander.

#### Überseehandel, Konvois für Luxusgüter und Massengüter

Die Etappen der Flandernmudua im Jahr 1464

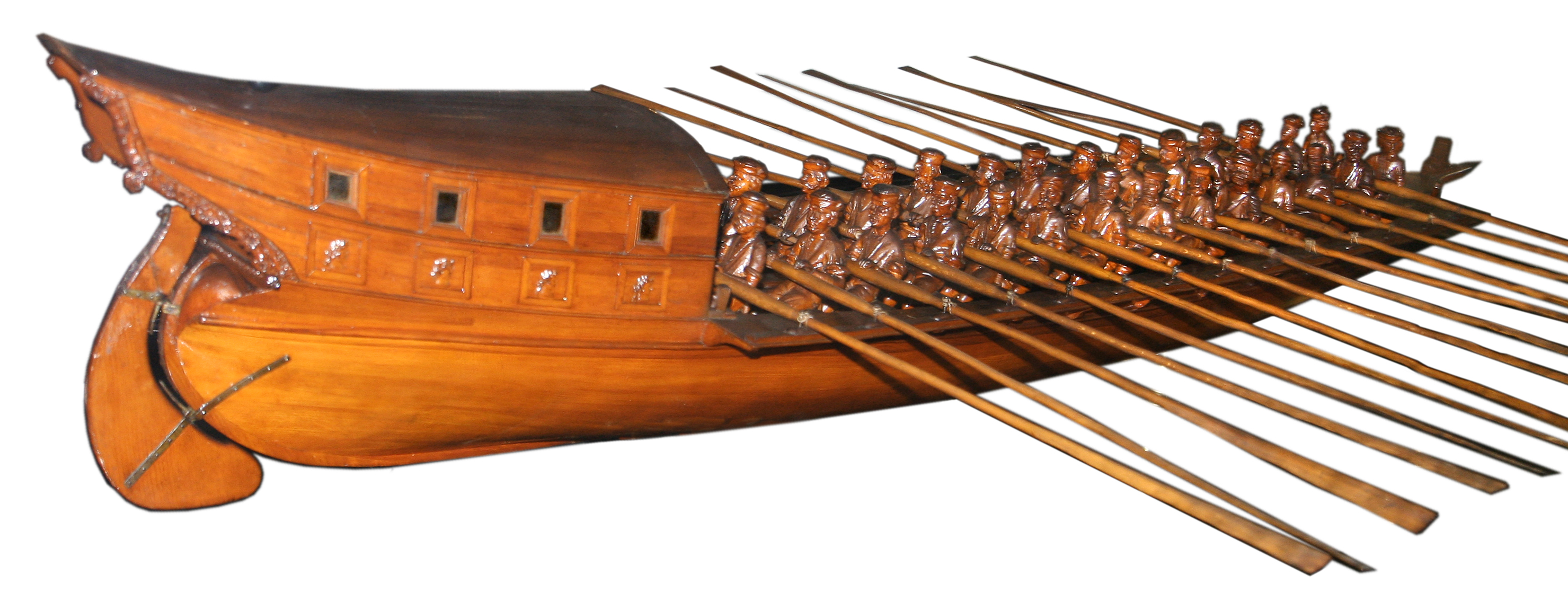
Modell einer Galeere, Venedig, Museo storico navale

Spätestens in der 2. Hälfte des 13. Jahrhunderts verkehrten Mude genannte Schiffskonvois meist zweimal pro Jahr, im Frühjahr und im August oder September. Dabei nahmen je 30 bis 50 Schiffe teil. Anfangs waren die Schiffe, die in die Romania (das Gebiet des Byzantinischen Reiches) fuhren, kleiner, dafür ihre Zahl größer: meistens neun oder zehn Galeeren. Später fuhren oftmals nur zwei bis vier. Bald stieg die Zahl der Mude auf bis zu fünf pro Jahr. Ab Beginn des 14. Jahrhunderts fuhren sie auch nach England und Flandern, nach Tunis und Aigues-Mortes. Trotz sinkender Schiffszahlen stieg die Gesamtwarenlast von 3 bis 5.000 auf 7.500 bis 10.000 t an, immer größere Schiffe verkehrten, zu denen sich häufig auch unbewaffnete, private Schiffe gesellten.
Die Anpassung an die Zeiten der Befahrbarkeit des Meeres und die Passierbarkeit der Alpen stellte dabei die Rahmenbedingung dar. Zeitgerechte Lieferung der aus der Levante kommenden Waren an die Kaufleute des Reichs und umgekehrt war eine wichtige Voraussetzung für den schnellen Kapitalumschlag.

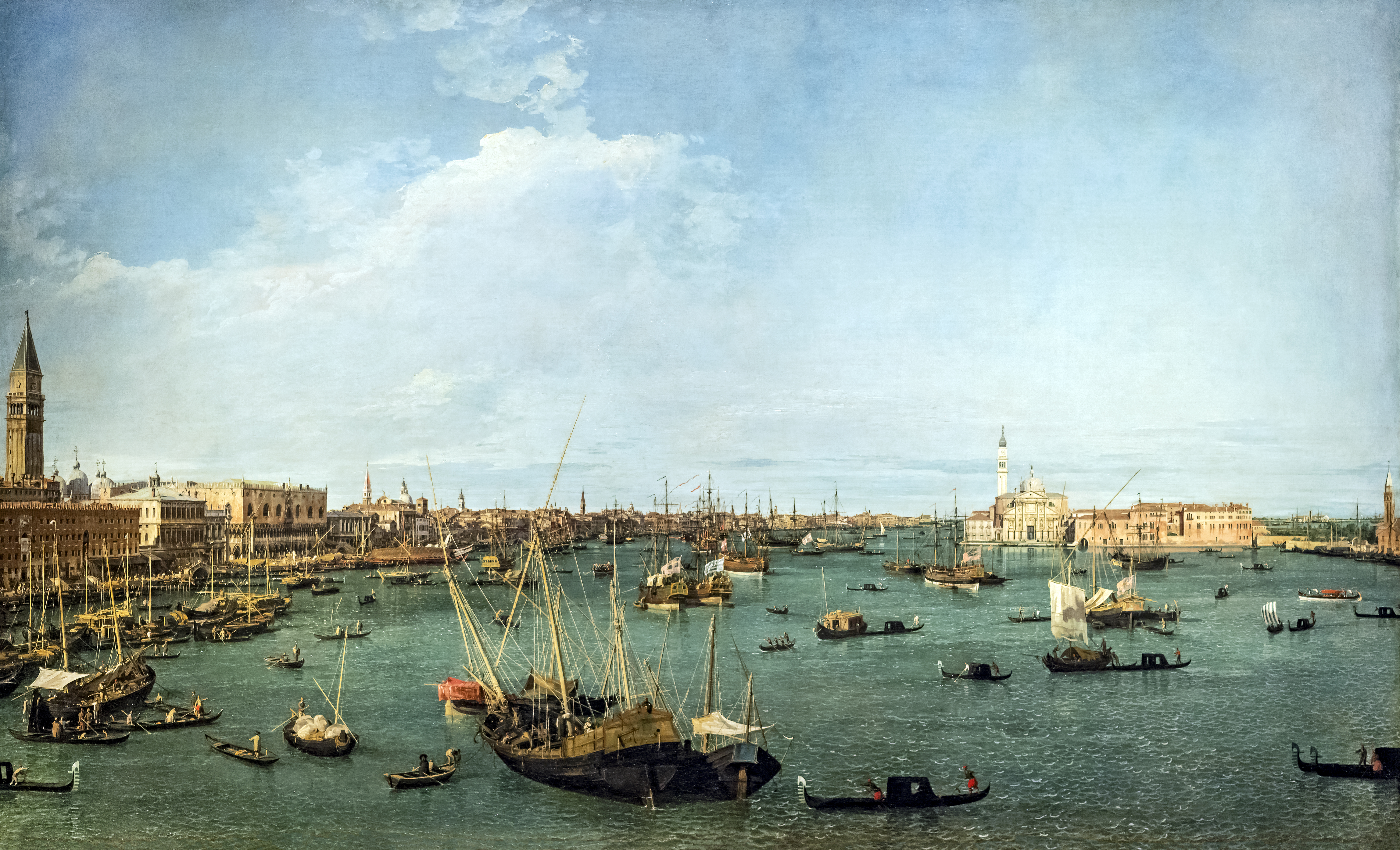
Canaletto, Bacino di San Marco, 1738–40, Öl auf Leinwand, 125 × 204 cm, Museum of Fine Arts, Boston. Blick aus Richtung Dogana da mar (Zollhaus für Waren, die über die Adria kamen) ostwärts

Doch nicht nur die Konkurrenz anderer Seemächte trug zur Unsicherheit auf dem Meer bei, sondern auch Piratenflotten. Das Machtvakuum, das die Auflösung der byzantinischen Flotte hinterließ, führte zu einem Aufleben der Piraterie in der gesamten Romania. So entsandte Venedig eine große Flotte von 31 Galeeren, der es schließlich gelang, einen Leo Vetrano („pirata“) mit seiner Flotte zu stellen und neun Galeeren zu kapern. 1278 stellte Venedig eine umfangreiche Liste der Überfälle der letzten zehn Jahre zusammen. Piraterie wurde zu einem Faktor, der die Seehandelsorganisation dauerhaft veränderte.
Die Unterscheidung zwischen wertvollen Frachten einerseits und Massenverkehr andererseits setzte sich an Land fort. An der Dogana da Mar, wo alle „teuren“ Waren verzollt und eingelagert wurden, waren nur 40 Lastträger, beim Verladen von Mehl und Getreide, typischen Massenwaren, waren jedoch mehrere hundert beschäftigt. Zu den überaus teuren Waren zählten (vor allem als wichtiger europäischer Umschlagplatz für Waren aus dem Indienhandel) Gewürze, allen voran Pfeffer, Aromen und Parfüme, wie überhaupt für Drogen, dann Farbpigmente, Edelsteine, Seide, Ingwer, aber auch edle Metalle. Dagegen wurden Eisen, Kupfer, Wollstoffe, später auch Leinen und Seide, exportiert.
Doch auch Massengüter wie Salz und Getreide, sogar Öl und Baumwolle, wurden in Konvois transportiert, obwohl es sich meistens um private Schiffe handelte. Solche zentralen Steuerungen waren nicht ohne Risiko, denn das gemeinsame Auftreten zahlreicher Händler an einem Ort führte zu heftigen Preisausschlägen.
Die Teilnahme an den Mude erfolgte durch Ersteigerung eines Teils des Schiffsraums. Diese Incanti waren öffentlich, aber nur wer die vollen Bürgerrechte „de intus et de extra“ besaß, konnte daran teilnehmen. Dazu musste man mindestens 25 Jahre in Venedig wohnen und Bürgen beibringen. Allein die Pacht für den Schiffsraum konnte leicht tausend Dukaten überschreiten. Das ist allerdings eine vergleichsweise geringe Investition, wenn man bedenkt, dass die Mude aus Beirut oder Alexandria im 15. Jahrhundert Waren für bis zu 200.000 Dukaten trugen.
Der Doge Tommaso Mocenigo nennt 1423 allein 45 Galeeren, 300 Segelschiffe mit mehr als 120 t und 3.000 Schiffe und Boote zwischen 6 und 120 t. Sie transportierten eher Massengüter, in erster Linie Getreide und Salz, aber auch Holz, Felle, Pelze, Wein, Baumwolle.
Das Holz zum Schiffbau stammte aus dem Cadore, aus Trentino und Tirol, ebenso von Istrien. Die Händler mussten es zuerst nach Venedig bringen. Das galt auch für Pech und Hanf. Zu dieser Zeit führte man jährlich 4 bis 500.000 Libre Hanf ein und 1000 Libre Pech.

#### Die Getreidekammer als Staatsbank

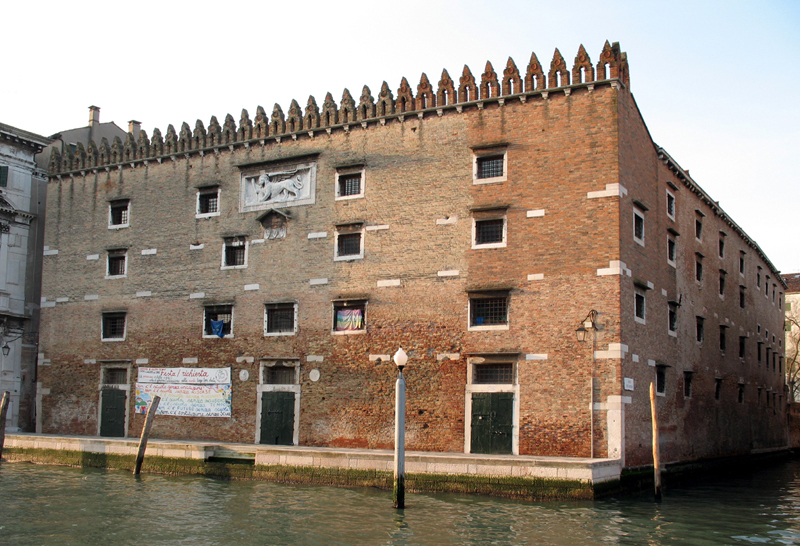
Hirsespeicher am Canal Grande (neben dem Fontego dei Turchi), erbaut ab 1423, im Jahr 2007

Zehntausende Tonnen von Salz und bis zu hunderttausend Tonnen Getreide brachten private Händler nach Venedig – den überwiegenden Teil zum Weiterverkauf nach Oberitalien. Dabei setzte man jährlich Garantiepreise für Weizen aus, die präzise nach Regionen differenzierten, um den Zulauf bestimmter Sorten und Mengen zu steuern. Da Getreide den natürlichen Zyklen von Aussaat und Ernte unterlag, der Brotkonsum aber eher unelastisch war, trat eine eigene Institution als Zwischenhändler auf, die Weizenkammer (Camera Frumenti). Dazu bedurfte es aber umfangreicher Geldmittel, die durch Staatsanleihen, Zölle, Getreide- und Mehlverkauf, aber auch Mahl- und Wiegegebühren zusammenkamen. Bald nahmen diese Rücklagen den Charakter einer Staatsbank an, die wiederum Einlagen größten Ausmaßes, auch von ausländischen Potentaten, entgegennahm und verzinste, aber auch selbst Kredite vergab. Zugleich ergab sich eine enge Verflechtung mit den Prokuratoren von San Marco, die gern als „Finanzministerium“ bezeichnet werden.

#### Fern- und Nahhandel über Flüsse und über Land
Bereits 840 garantiert das Pactum Lotharii, ein Vertrag mit dem in Italien herrschenden Enkel Karls des Großen, Venedigs Flussschiffern freie Fahrt über „Land und Flüsse“ innerhalb des Regnum Italicum, wo sie große Mengen Getreide gegen die mitgebrachten orientalischen Waren und gegen Salz eintauschten. Dabei waren die Flussschiffe zwar eher klein, aber ihre große Zahl erlaubte trotzdem große Mengen zu transportieren, wie z. B. 1219, als rund 4.500 t Weizen von Mailand nach Venedig fuhren.
Doch diese schmalen Handelswege, die den Warentransport großen Stils zu Preisen erlaubten, die den Handel erst lukrativ machten, waren dauernde Konfliktherde. Je mehr Venedig von den Waren des Festlands abhängig wurde, desto mehr pochte man dort auf Durchfahrtsrechte und Zollbefreiung. Gleichzeitig patrouillierte eine venezianische Flussflotte auf dem Po und auf der Etsch. Eine bewaffnete Barke konnte zum Schutz von den Händlern herbeigerufen werden.
Städte wie Bergamo oder Brixen waren jedoch über Flüsse nicht erreichbar. Daher beschloss der Große Rat 1283, die Wege dorthin zu befestigen, was 1286 auch für die Wege der Deutschen und Ungarn gelten sollte. Dabei handelte es sich wohl eher um Saumpfade, die für Karren befahrbar waren. Straßen lassen sich erst im 15. Jahrhundert fassen. Diese erreichten auf zwei Wegen das Reich: über Kärnten und über den Brenner.

#### Kontrolle und Steuerung des Schiffsverkehrs, Seerecht
Spätestens ab dem 13. Jahrhundert unterlag der Schiffsverkehr, sei es der staatlich organisierten Konvois, sei es der eher „privaten“ Schifffahrt, strenger Kontrolle. Dass der Senat bei den Kriegsgaleeren und den Mude die Leitung, die Mannschaft, Sold, Verpflegung, den Zeitpunkt der Abfahrt, die Fracht usw. bestimmte, überrascht wenig, doch auch die übrige Schifffahrt unterlag geradezu pedantischen Kontrollen. Das bezog sich etwa auf die Aushebungen von Mannschaften, vor denen viele flohen.
Ab einer Größe von 100 milliaria (ca. 48 Tonnen) musste jedes Schiff von einer eigenen Behörde untersucht werden. Diese Konsuln kontrollierten die Ausfahrt zum vereinbarten Zeitpunkt, die Anbringung der Ausgleichsfrachten und teilten Schiffsschreiber zu, die über die Verpflegung, Löhne und Frachten Buch führten. Sie spielten zudem eine wichtige Rolle bei der späteren Verzollung der Waren. Für die Bezahlung waren die Schiffsführer, die Patroni zuständig. Die Vorschriften gingen dabei sehr weit. So musste etwa jeder der mit einem Schiff reiste, auch die Passagiere, die außenbords angebrachte Ladelinie im Auge behalten, um Überladung zu verhindern. Für jede Fingerbreite, die diese Linie unter Wasser lag, wurde ein Bußgeld angedroht. Solche Vorschriften wurden im Seerecht des Ranieri Zeno von 1255 gesammelt, doch bestand wohl schon 1233 eine solche Sammlung. Dazu kamen Ergänzungen des Senats und weitere Sammlungen.

### Die Regulierung der Einnahmen und Ausgaben

#### Reguläre Einnahmequellen

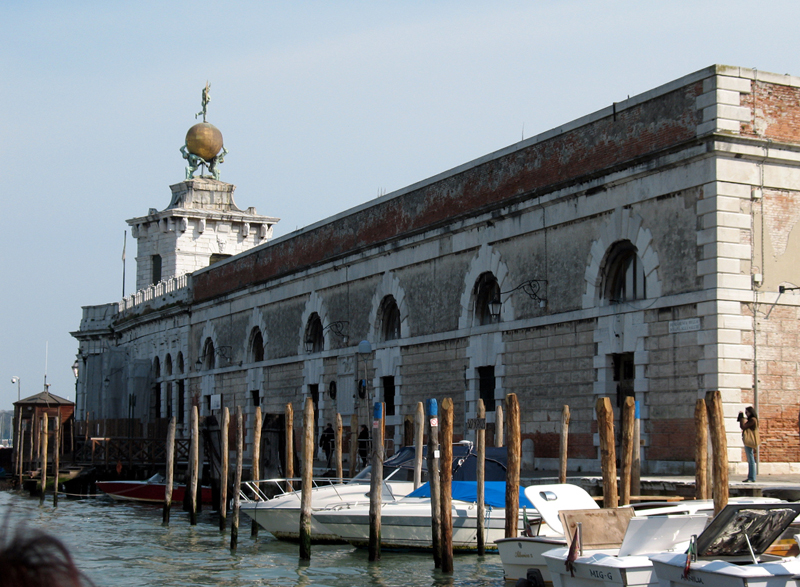
Dogana da Mar, Zollstelle für Waren aus dem Überseehandel und Lager für Salz und Luxuswaren, im Jahr 2007

Venedig erhob zwar in der Frühzeit Abgaben auf Landbesitz und auf das Fernbleiben vom Militärdienst, aber ansonsten verzichtete man auf direkte Steuern.
Eine Haupteinnahmequelle bestand in Zöllen und Abgaben. Venezianer entrichteten dabei nur den halben Zoll. Wenn sie genauso viele Waren exportierten, wie sie importierten, wurden sie sogar gänzlich davon befreit. Dazu kam eine Gebühr für alle Schiffe, die im Hafen festmachten. Zu den genannten Abgaben zahlte jeder Händler noch eine Summe für sich und für das Schiff sowie für sämtliche Genehmigungen. Abgaben wurden beim Lagern in den Speichern fällig und an der Waage. Dazu kamen Marktgebühren, Gebühren für die Handelsvermittlung, für Maße und Gewichte, und vor allem Verbrauchsabgaben.
1495 beliefen sich allein die Einnahmen aus Weizenzöllen auf mindestens eine halbe Million Soldi. 1513 wurden sie verdoppelt und neben dem Weizenzoll ein neuer Zoll auf Gerste erhoben. Die Ausfuhr war sogar doppelt so hoch mit Zöllen belastet.

#### Anleihen
Bei sprunghaft ansteigenden Ausgaben lieh sich die Kommune Geld von den vermögenden Familien. Das geschah meist zur Finanzierung von Kriegen oder zur Getreideversorgung. Zunächst waren diese Imprestiti genannten Anleihen ausschließlich freiwillig, doch 1207 wurde die erste Zwangsanleihe erhoben. Daneben wurden weiterhin freiwillige Anleihen erhoben.
Meistens betrugen freiwillige wie unfreiwillige Anleihen 0,5 bis 2 % des beeideten Vermögens, gemeint ist der mobile Besitz – dazu zählten Waren, Bargeld, Schmuck, aber auch Einnahmen aus Häusern und Grundbesitz. Wer vermögend war und nicht entsprechend zahlte, dessen Haus wurde im äußersten Fall zerstört; Ausnahmen sind erstmals 1268 fassbar. Schon 1262 gründete man eine „schwebende Schuld“, den Monte Vecchio, aus dem die Anleihen zurückgezahlt und verzinst werden sollten. Um die vermögenden Bewohner effektiver an den gemeinsamen Lasten, vor allem an der Kriegführung zu beteiligen, wurde vor 1250 ein Estimo, eine Vermögensschätzung, veranlasst. Außerdem durfte niemand bei den Incanti mehr investieren, als an Vermögen im Estimo erschien.
Jeder, der eine Anleihe zeichnete, erhielt eine Quittung. Diese „Anleihescheine“ konnten wiederum verkauft und beliehen werden. So entwickelte sich auf diese Papiere eine Art spekulativer Verkehr, dessen Kurse sich überwiegend an der außenpolitischen Lage orientierten. Als die Flotte Genuas 1379 Chioggia besetzte, fiel ihr Wert um beinahe 90 %. Zugleich konnte der Anteil der Anleihen am Vermögen der Zeichner die 100 % weit übersteigen – was nur scheinbar paradox ist, denn die Vermögen wurden von den Zeichnern selbst deklariert, wohl immer weniger in der tatsächlichen Höhe. Die Rückzahlung konnte Jahre auf sich warten lassen. Jedoch blieb die Verzinsung bis weit ins 15. Jahrhundert hinein bei 5 % – sie stellte also eher eine Dauerrendite dar. Gegen 1380 trugen rund 1.200 Zeichner die Hauptlast der Sonderausgaben.
Im 15. Jahrhundert senkte man den Zins auf bereits weiterverkaufte Anleihen und bot einen neuen Anleihetyp an, nämlich einen, bei dem der Zeichner sein Vermögen nie wiedersah, aber für alle Zeit Zinsen bezog (a fondo perduto).

#### Sonstige Einnahmequellen, ausländisches Kapital

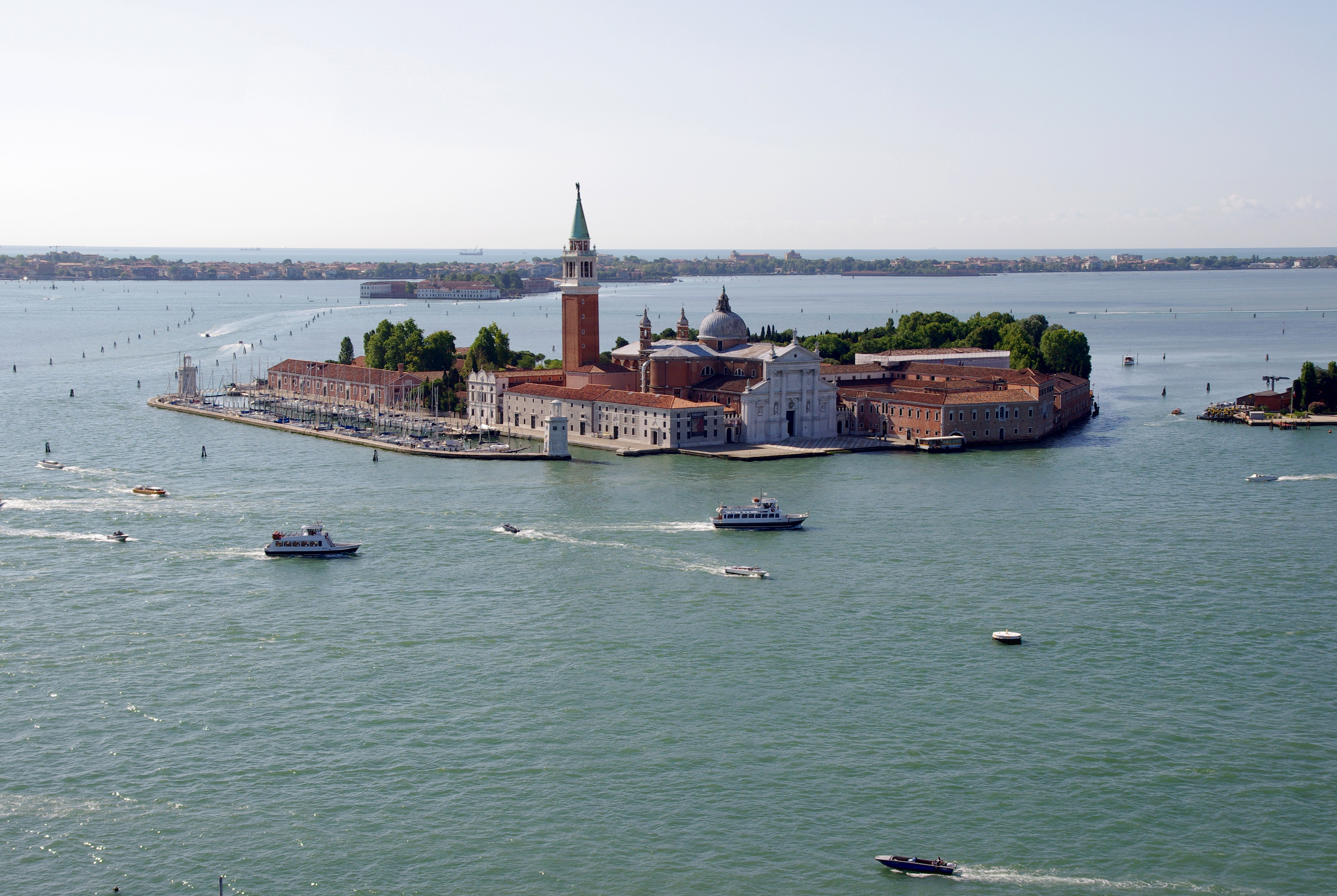
Die Klosterinsel San Giorgio Maggiore, heute Sitz der Cini-Stiftung, eines der wichtigsten Forschungsinstitute zu Geschichte und Kultur Venedigs

Weitere Einnahmen bezog die Kommune aus der Verwaltung von Immobilien, Stiftungen und Vermögen ihrer Bewohner. Auch mussten kirchliche Einrichtungen Anleihen zeichnen, vor allem die großen Klöster, wie San Giorgio Maggiore.
Als besonders wichtig erwies sich, dass auch Ausländer ihr Vermögen bei der Weizenkammer (Camera frumenti) oder bei den Prokuratoren von San Marco deponierten. Zahlreiche Signori des Festlandes, wie die Carrara, hinterlegten hier ihr Vermögen, weil Venedig als besonders verlässlich und sicher galt.
Doch bis weit in die 1360er Jahre versuchte eine Fraktion der Fernhändler die ausländische Konkurrenz aus Venedig hinauszuwerfen, was ihr zweimal gelang. Erst mit dem erneuten Wirtschaftsaufschwung ab den 1370er Jahren erkannten auch sie die Vorteile, die ausländisches Vermögen bei entsprechenden Kontrollen bot.

### Geld- und Münzpolitik, Gold und Silber
Gold und Silber waren das einzig zweifelsfrei anerkannte Tauschmittel. Doch im Hochmittelalter wuchs der Bedarf an genormten und besicherten Nominalen, etwa um bequem bei Bauarbeiten Löhne auszahlen zu können. Venedig begann jedoch erst im 12. Jahrhundert eigene Münzen zu prägen: Der Grosso mit seinem Silberanteil von etwa 2,1 g wurde für umfangreichere Käufe benutzt. Dazu kamen Soldo und Lira als reine Recheneinheiten – nicht als Münzen. Dabei entsprach ein Soldo di Grossi zwanzig, eine Libra di Grossi 240 Denaren.

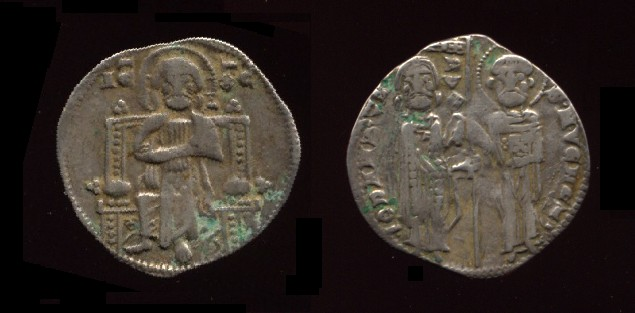
Venezianische Silbermünze (Denar), 1280. Der Hl. Markus überreicht dem Dogen die Fahne, auf der Rückseite ein sitzender Christus

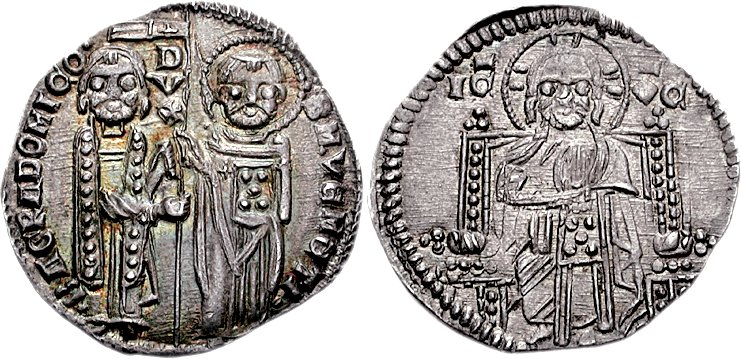
Silbermünzen (Grosso oder Matapan) aus der gleichen Zeit. Doge und Heiliger halten die Fahne gemeinsam.

Im Binnenhandel lief hingegen eine Münze um, die nicht Grosso genannt wurde (der Dicke), sondern Piccolo (der Kleine). Auch hier standen als Recheneinheiten Libra und Solidus oder Lira und Soldo zur Verfügung. Doch enthielt der Piccolo weniger als ein Zehntel Gramm Silber.
Legt man den Silberanteil zugrunde, so hatten 26,1 Piccoli den gleichen Wert, wie ein Grosso. Ab 1268 durften nicht mehr als 25 der kleinen Denare ins Ausland gebracht werden. Der Piccolo zirkulierte folglich in Venedig und den Orten der Lagune, der Grosso im Ausland.
Das Vertrauen ausländischer Geschäftspartner in die Stabilität erhielt man, indem nur der Piccolo Wertschwankungen unterworfen wurde (das waren im Allgemeinen Abwertungen). Um diese Schwankungen in internationalen Abmachungen nicht berücksichtigen zu müssen, und damit Investoren zu verschrecken, wurde sogar neben Lira di Piccoli und Lira di Grossi eine dritte Zählwährung erfunden, die so genannte Lira a Grossi, deren Verhältnis zum Piccolo immer bei 1 zu 26 lag, unabhängig davon, wie sich das Wertverhältnis zur Lira di Grossi entwickelte.
Venezianer zahlten im Osten mit Silber und nahmen das dort umlaufende Gold wieder mit. Während Silber im Westen an Wert verlor, floss gleichzeitig das künstlich teuer gehaltene Silber nach Osten ab. Venedig drohte sozusagen die Eingliederung in die arabisch-byzantinische Welt, in der Gold vorherrschte, und damit der Verlust der Funktion als Handelsdrehscheibe durch Auszehrung seiner Silberreserven. Florenz und Genua erging es genauso. Sie ließen ab 1252 daher Gold- und Silbermünzen gleichzeitig zirkulieren. Venedig zögerte, da hier der Goldzustrom wesentlich geringer war. Erst 1284 begann unter dem Dogen Giovanni Dandolo die Prägung des goldenen Dukaten. Für den Fernhandel standen nun Silbergrossi und Golddukaten zur Verfügung. Ab Juni 1285 war ein Dukaten 18,5 Grossi wert. Das zunächst eingeführte feste Wertverhältnis von 1 zu 10,7 musste wegen der sonst üblichen Handelsmargen 1296 aufgegeben werden. 1328 senkte der Senat dieses Verhältnis auf 1 zu 24, womit eine Lira di Grossi genau 10 Dukaten entsprach.

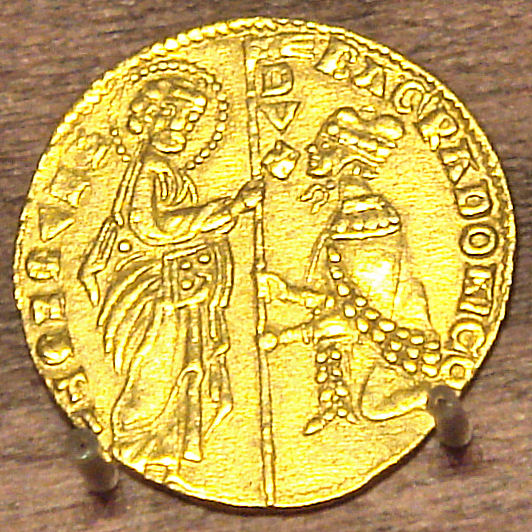
Goldmünze aus der Zeit des Dogen Bartolomeo Gradenigo. Der Doge nimmt kniend die Fahne entgegen.

War Gold 1284 noch elfmal so teuer wie Silber, so stieg der Kurs 1305–1330 auf 1 zu 14,2. Seit den 1330er Jahren kam es jedoch zu einem verstärkten Goldzustrom, der den Silberverfall bremste. Außerdem lieferten ungarische Minen ab etwa 1320 große Goldmengen. Binnen weniger Jahre stellte sich Venedig weitgehend auf Gold um, wurde sogar zum größten Goldexporteur, wo es früher der größte Silberexporteur gewesen war. Daneben begann Venedig 1330 erstmals mit der Prägung einer Soldo-Münze – allerdings mit einem Wert von 16 bis 18 statt 20 Piccoli.
Dieses Wertsystem war äußerst anfällig, wie die Pilgerreise König Mansa Musas von Mali nach Mekka zeigte. Der König brachte zehn Tonnen Gold auf den Markt. Infolgedessen fiel die Wertrelation der beiden Edelmetalle schlagartig von 1 zu 20 (1340) auf 1 zu 11 (1342), bis 1350 schließlich sogar auf 1 zu 9,4. Silber wurde immer teurer, Gold immer billiger. Wohl in den 1370er Jahren setzte eine extreme Gegenbewegung ein, als es zu einem fast vollständigen Abreißen der Goldkarawanen kam.
Man versuchte unausgesetzt durch Zollbefreiungen die Zufuhr des jeweils nur mangelhaft einlaufenden Edelmetalls zu verstärken. 1354 stelle Venedig die Prägung des Grosso ein, um durch ein künstliches Unterangebot seinen Wert zu halten – was bis 1379 auch gelang. Tatsächlich gelang eine Stabilisierung, denn in dieser Zeit pendelte sich die Gold-Silber-Relation bei etwa 1 zu 9,9 bis 1 zu 10,5 ein. Sie überschritt nie wieder den Wert von 1 zu 12,5. Entscheidend war wohl, dass Venedig seine Gewürze – bekannt ist der Pfefferreichtum –, die es praktisch zu einem Monopol ausbaute, fast nur noch mit Golddukaten kaufte. Venedig wurde damit auf Dauer zum größten „Goldleck“ Europas.

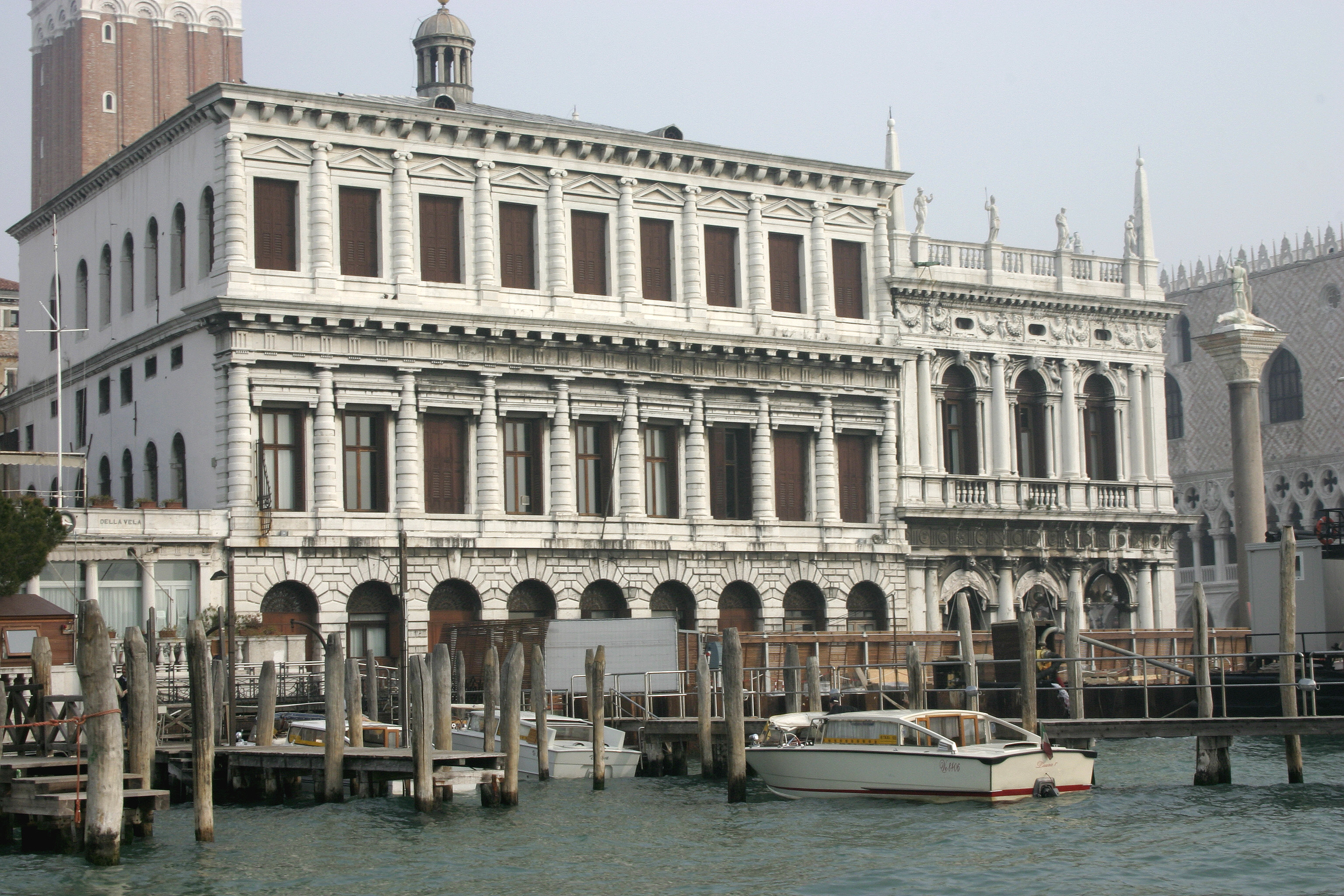
Die Zecca, der Entstehungsort der Münzen, neben der Biblioteca Marciana, rechts der Dogenpalast, Nino Barbieri 2004

Der Zwangsumtausch in Münzen, deren Realwert erheblich niedriger war als ihr Nominalwert, war ein oft eingesetztes Mittel. 1353 schuf der Senat eine eigene Münze für die Kolonien: den silbernen Tornesello. 1362 wurde eine große Ladung Torneselli nach Kreta gebracht, wobei es niemand wagen durfte, die neuen Münzen abzulehnen. 1 Tornesello entsprach 1,6 Piccoli, der offizielle Wechselkurs lag aber bei eins zu drei. Die Münze war also fast doppelt so hoch bewertet, wie es dem tatsächlichen Edelmetallanteil entsprochen hätte. Anfang 1386 stellte der Senat fest, dass in diesem Jahr 4000 Dukaten Reingewinn aus diesem Geschäft gezogen worden seien.
Auf ähnliche Weise verfuhr die Zecca im Veneto mit dem Bagattino. Doch kollidierte diese Geldpolitik mit den Interessen Mailands, das 1429 eine gezielte Destabilisierungspolitik begann, indem es überbewertete Münzen in Umlauf brachte, die im Tausch gegen venezianisches Silbergeld 20 % Gewinn einbrachten. Sofort reduzierte Venedig den Silbergehalt des Bagattino von 11 auf 5,5 %. Gleichzeitig verlangte es Abgaben seiner „Untertanen“ in „guten“ Münzen.
Erst 1472 verabschiedete sich Venedig von dieser Variante des „Münzimperialismus“, der die Terra ferma auf Dauer ruiniert hätte. Insgesamt verzögerte diese Münzpraxis die Entwicklung einer gewinnbringenden Landwirtschaft, da Gewinne ständig vom Fiskus eingestrichen wurden.

### Staatsbanken und private Banken, Wechsel und Spekulation

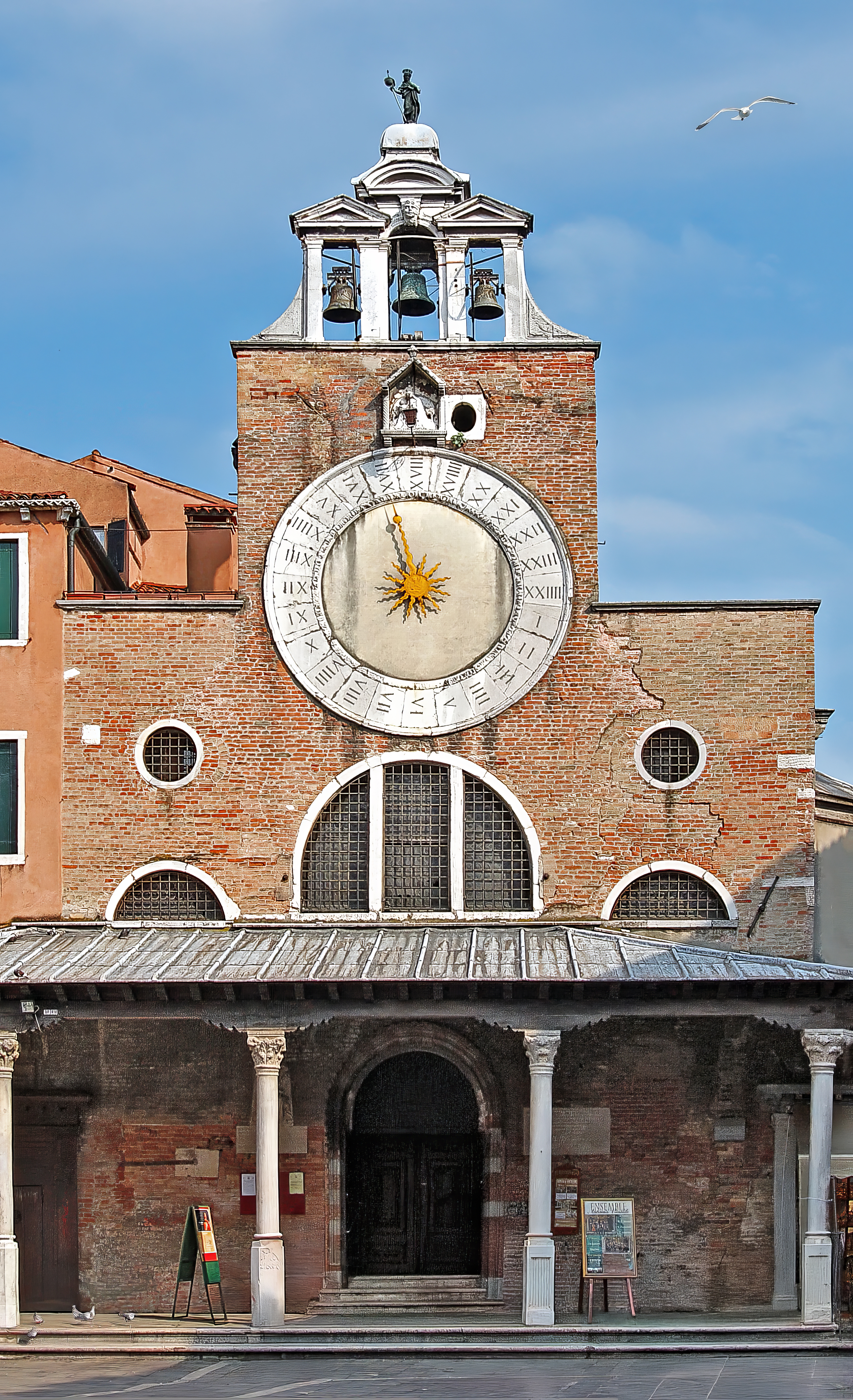
San Giacomo di Rialto, dessen Glocken die Öffnungszeiten des Marktes und der Bank verkündeten, im Jahr 2007

Die großen Vermögen entstanden im Fernhandel und mit Immobilien. Damit steht Venedig in Gegensatz zu den Metropolen Oberitaliens, wie Florenz, wo es eher Geldverleiher und Bankiers zu enormen Vermögen brachten. Dennoch brauchte Venedig Bankiers.
Als erstes dürfte der wachsende Bedarf, von einer Währung in die andere zu wechseln, dazu geführt haben, dass am Platz vor San Giacomo di Rialto nahe der Rialtobrücke – und in geringerem Maße auf dem Markusplatz – die ersten Wechslertische aufgestellt wurden. Diese Campsores tauschten per Hand Münzen gegen Münzen. Doch das genügte den Bedürfnissen nach schnellen Münztransfers zwischen weit auseinander liegenden Orten nicht. So genannte Banchi de scripta, in denen „auf Zuruf“ ein Kunde der Bank von seinem Konto auf ein anderes „überweisen“ konnte, übernahmen zunächst diese Aufgabe. Dazu mussten aber beide, Geber und Empfänger, ein Konto bei derselben Bank haben. Bald bediente man sich beim Begleichen von Schulden und Krediten zwischen Kunden verschiedener Banken einer einfachen Form des Wechselbriefs. Das ermöglichte die Überweisung durch schriftliche Anweisung, wenn diese Form des Geldtransfers in Venedig auch erst spät greifbar ist. Der Wechsel taucht kurz nach 1200 in Venedig auf. Doch noch 1227 schickte man lieber einem Weizenaufkäufer im städtischen Auftrag unter hohen Sicherheitsmaßnahmen Silberbarren nach Apulien hinterher, als dieses Transfermittel einzusetzen. Es dauerte noch ein Jahrhundert, bis der Gebrauch des Wechsels beinahe selbstverständlich war.
Bei diesem Vorgang muss man im Auge behalten, dass das Handelsvolumen oftmals den Mengen an verfügbarem Edelmetall vorauseilte, so dass leicht ein Mangel an Münzen entstehen konnte, was die Handelsaktivitäten auf bloßen Tauschhandel zurückwarf. Daher war ein münzloser Geldverkehr bald unverzichtbar.
Verschärft wurde der Kreditbedarf durch die Kommune selbst. Dabei trat sie oft als Kreditnehmer auf, um beispielsweise Kriege oder Weizenimporte zu finanzieren. So störten große Kreditaufnahmen den Kredit- und Geldmarkt und trieben die Zinsen in die Höhe. Erst der wachsende Geldumlauf ab der 2. Hälfte des 14. Jahrhunderts reduzierte langsam das Zinsniveau.
Bald haben sich Bankiers als „Wechselmakler“ auf die Spekulation auf Wechsel spezialisiert. Dabei wurden für diese Geschäfte bereits Provisionen eingezogen, dazu die Kosten für Wechsel, Briefe und andere Posten. Eine andere, weniger an einzelne Personen gebundene Art der Spekulation lebte von den schwankenden Geldmärkten. Sie war damit auch sicherer für den „Anleger“. So stieg der Bedarf an Gold, wenn die regelmäßigen Schiffskonvois nach Syrien und Ägypten ausliefen, um dort Luxuswaren einzukaufen. Dadurch wurde der Geldmarkt eng und man erzielte regelmäßig höhere Gewinne auf Wechsel.

### Gewerbe und Zünfte

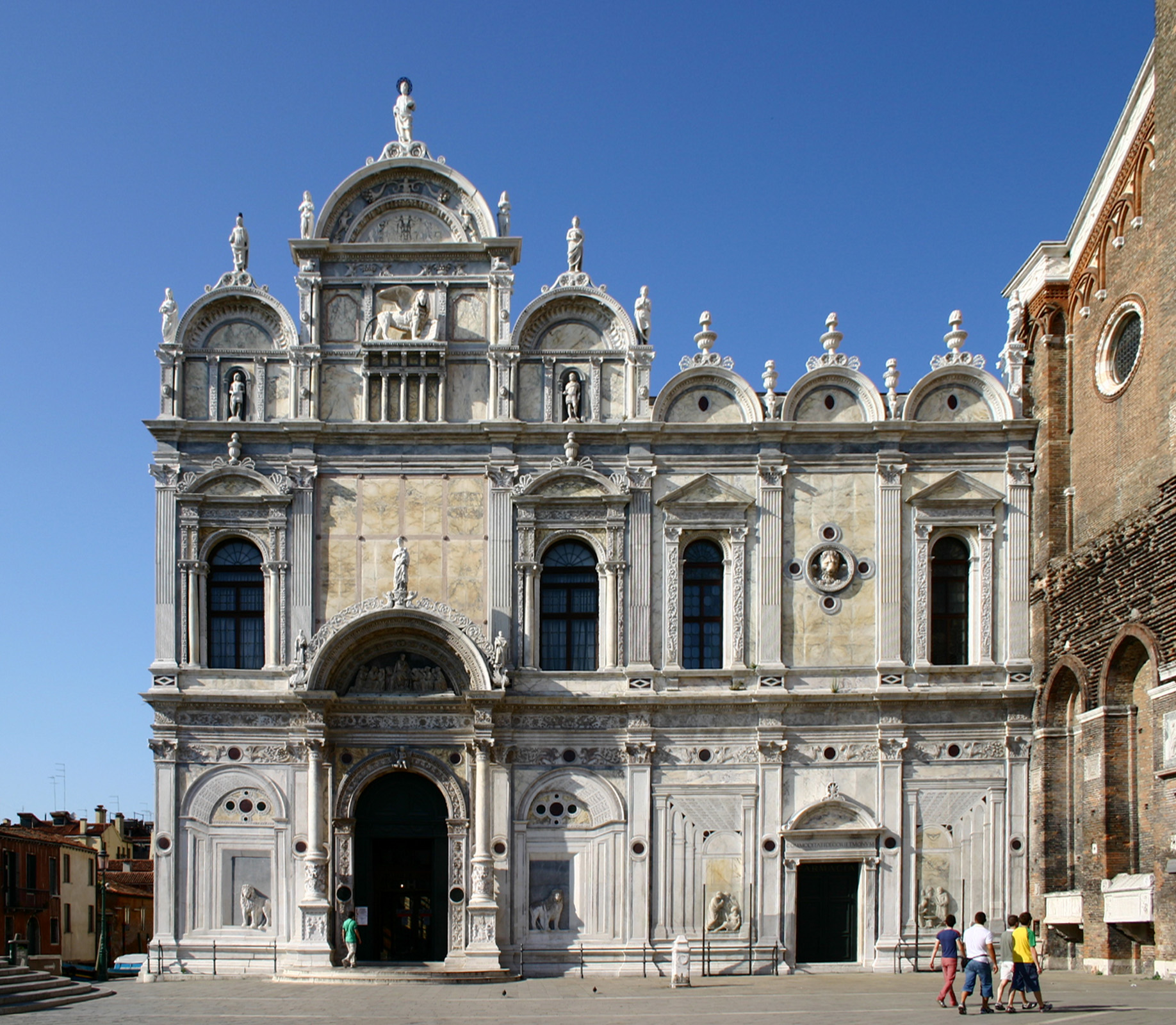
Scuola Grande di San Marco, Giovanni Dall’Orto 2006

Venedig war keine reine Handelsstadt. Zur Schiffbauindustrie mit ihrem Bedarf an Holz, Metall, Pech, Hanf usw. kam die „Bauindustrie“. Die wachsenden Vermögen ermöglichten Gewerbe, die Leder, Pelze, Tuche, Edelsteine, aber auch Waffen, Kristalle und Glas in höchster Qualität bereitstellten.
Jeder Import konnte dabei zu neuen Veredlungen führen. So wurde syrische und zypriotische Seide mit Barchent weiterverarbeitet. Davon wurde wiederum ein erheblicher Teil über die Alpen verkauft, ebenso wie Zucker, Öl und Wein, aber auch Seide.
Die Handwerke waren in zunftartigen Verbänden organisiert, den Scuole, die aber in Venedig nie die Macht gewannen, wie etwa in Florenz. Zum einen wurden sie stärker kontrolliert und gesteuert, zum anderen stärker in die Staatsrepräsentation eingebunden.

#### Schiffbau

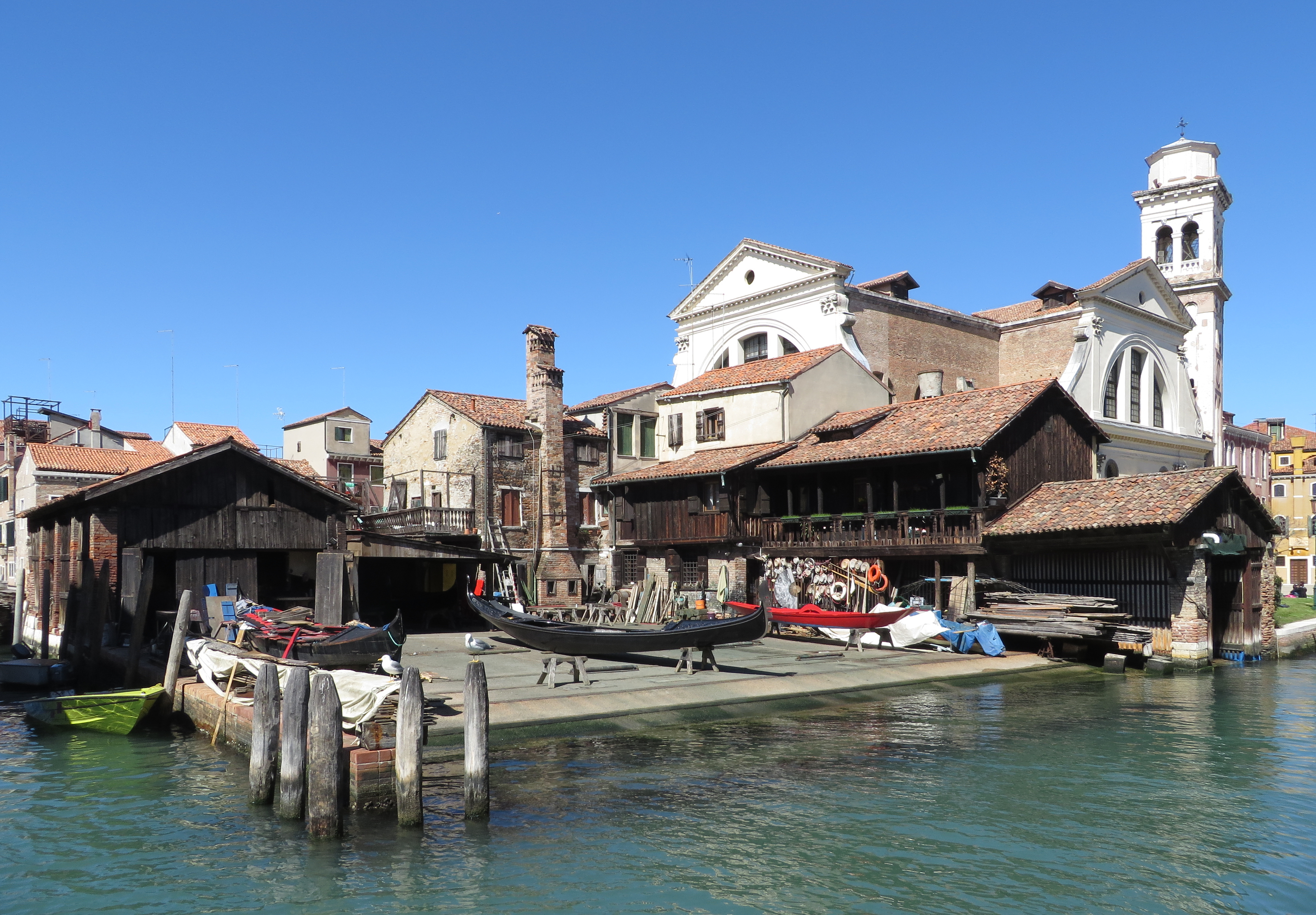
Squero bei San Trovaso, unweit der Zattere, 2015

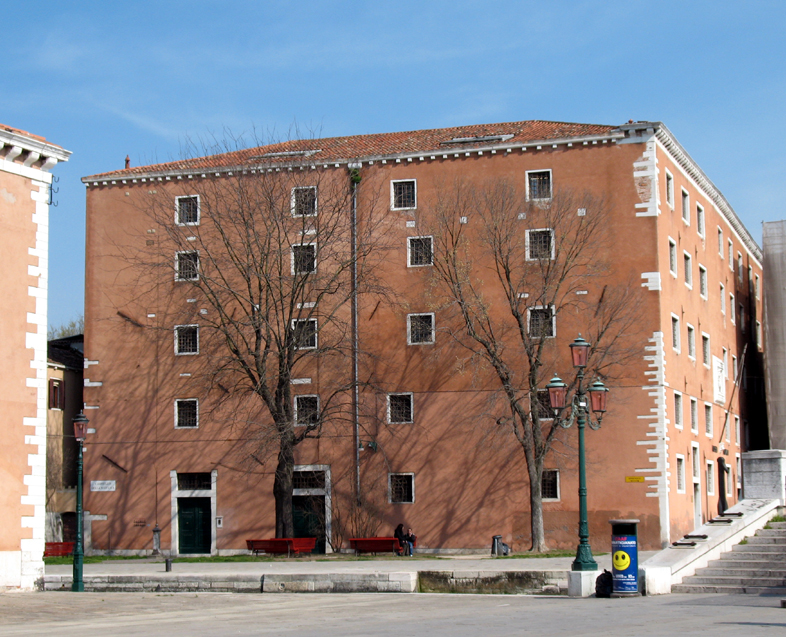
Schifffahrtsmuseum, ursprünglich Zwiebackspeicher für die Flotte und das Arsenal, 14. Jahrhundert

Marangoni und Calafati, Schiffszimmermänner und Kalfaterer, gehörten zu den wichtigsten Handwerken, die durch den Ausbau der Werften in der Stadt, den squeri, vor allem aber durch das Arsenal stark zunahmen. Dabei bestand eine Konkurrenz um ihre Arbeitskraft zwischen dem staatlichen Kriegsschiffbau und dem eher privaten Bootsbau. Auf Anordnung mussten die Schiffshandwerker ihre Arbeit liegen lassen und im Arsenal mitarbeiten. Zwar mussten die Meister in einer Art Handwerksrolle eingetragen sein und durften bis zu zwei Gehilfen mitbringen, aber ansonsten war der Betrieb des Arsenals in der Hand der Kommune, die für Verpflegung, Material und Arbeitskräfte sorgte – und deren Entlohnung.
Die squeri, die von einem oder einer Gruppe von Gesellschaftern geführt wurden, engagierten im Allgemeinen einen Protomaestro, der wiederum Maestri einstellte. Sie, die eher Facharbeiter darstellten, erhielten einen Werk- oder Wochenlohn, durften aber Lehrlinge und Gehilfen mitbringen. Dabei konnte der Besitzer des squero die Arbeit selbst steuern oder seine Arbeitsstätte den Auftraggebern überlassen, die nur Pacht dafür zahlten.
Tommaso Mocenigo, Doge von 1414 bis 1423, berichtet, dass in Venedig 3000 Marangoni und weitere 3000 Calafati arbeiteten.
Das Potenzial des Schiffbaus für den Export war hoch, aber aus Sicherheitsinteresse und zur Wahrung von Produktionsgeheimnissen durften Ausländer spätestens ab 1266 nur noch mit höchster Genehmigung Schiffe in Venedig bauen lassen, ab 1293 gar nicht mehr.
Ähnliches galt für die Segelmacherei und die Seilwinderei, die überwiegend für den städtischen Markt und die Marine arbeiteten. Nur die Segelmacher und Seilwinder brauchten große Mengen an robusten Tuchen und Fasern, während selbst einfache Kleider aus feineren und teureren Tuchen hergestellt wurden. Auch unterschieden sich ihre Ausgangsmaterialien und ihre innere Organisation dermaßen, dass sie eine weitgehend unabhängige Entwicklung von der der übrigen Tuchindustrien nahmen.

#### Tuche
Allgemein war die handwerkliche Produktion eher auf den lokalen Markt ausgerichtet. Dennoch brauchte auch diese Produktion Rohstoffe aus weit entfernten Gegenden. So importierte man Baumwolle von Sizilien, aus Ägypten und Syrien. Im 15. Jahrhundert produzierten auch die Kolonien, wie Kreta, später auch Zypern, Baumwolle und vernachlässigten dabei sogar die Getreidekultivierung.
Der überwiegende Teil der Tuche wurde importiert. Erst um 1300 kann man eine gewisse Förderung durch die Magistrate erkennen. Anweisungen an alle Magistrate, nur venezianische Stoffe zu tragen, sorgten für einen Anstieg der Produktion.
Doch der Entwicklung der Wollindustrie standen Handels- und fiskalische Interessen im Wege. Zum einen importierten die Fernhändler die feinsten Wollstoffe aus Flandern, um sie in den Nahen Osten zu exportieren. Trotzdem dürfte davon viel in Venedig „hängen geblieben“ sein, was der lokalen Industrie geschadet haben dürfte. Auch die noch nicht voll entwickelten Qualitäten aus der Toskana standen schon im 13. Jahrhundert auf der Liste der hohen Zölle, die dem Fiskus zuflossen – erst recht, als sie später die besten Tücher überhaupt lieferten. Fiskus und Fernhändler hatten weder Interesse an einer heimischen Industrie, noch hatte man das nötige Know-how – und wenn, dann ging es in der überlegenen Konkurrenz unter.
Ganz anders war die Situation der Seidenindustrie, die schon vor der Zuwanderung aus Lucca bestand, durch diese aber Menge und vor allem Qualität steigerte. Die Meister waren hoch qualifiziert und stießen durch ihre Arbeit andere Produktionen an, wie Färbereien und Goldwirkereien. Solche Prachtstoffe wurden zunehmend von einer reich gewordenen Händlerschicht nachgefragt.

#### Glas

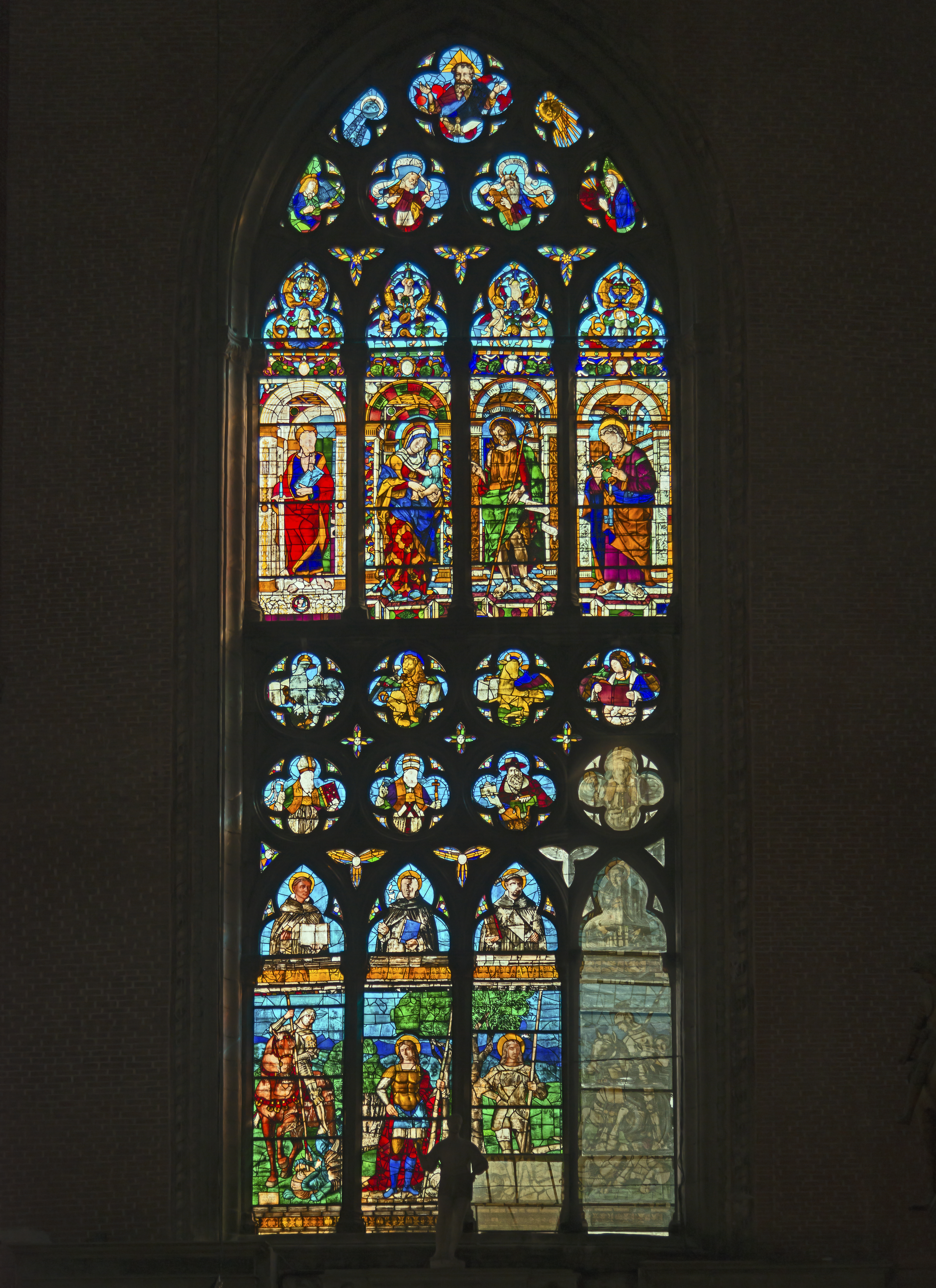
Glasmalerei, San Zanipolo

Die Produktion von Glas lässt sich bereits für das 4. Jahrhundert nachweisen. Bis 1291, als man wegen der Brandgefahr die Glasöfen nach Murano verbannte, bestanden Glasbetriebe innerhalb der Stadt. 1295 wurden alle Meister aus der Zunft entfernt, die auch nur einen der inzwischen zahlreichen Glasöfen außerhalb Venedigs betrieben. Außerdem durfte kein Ausländer in die Geheimnisse der Glaskunst eingeweiht werden.
Glas wurde fast ausschließlich mit der Glasmacherpfeife geblasen und gedreht, selbst Fensterglas. Glasfenster waren lange ein ungeheurer Luxus, was sich nicht nur aus der aufwändigen Technik und dem hohen Energiebedarf erklärt, sondern vor allem daraus, dass für die Gewinnung eines der Vorprodukte, der Pottasche, enorme Pflanzenmengen verbrannt werden mussten. Um ein Kilogramm Pottasche zu gewinnen, brauchte man 1000 Kilogramm Holz. Die Beimengung von Pottasche zur Glasmasse war notwendig, um den Schmelzpunkt von etwa 1800 °C auf 1200 °C zu senken. Als Grundmasse für das Glas achtete man darauf, möglichst weißen Sand für das cristallo zu benutzen. Hochreiner Glassand aus dem Ticino oder gebrannter Marmor dienten als Grundstoff.
Wenig erforscht ist der umfangreiche Handel mit Glasperlen, mit denen Murano über Zwischenhändler wie die Hudson’s Bay Company ganz Amerika, aber auch Asien und Afrika vom 16. bis zur Mitte des 19. Jahrhunderts versorgte. Diese reichten von einfachen Perlen bis zu handpolierten Kunstwerken. Sie wurden von verixelli hergestellt, während die phioleri Flaschen und dergl. herstellten.

## Behauptung zwischen den Weltmächten (Mitte 15. Jahrhundert bis 1571)

### Steigende Kriegskosten: Flottenbau und Condottieri

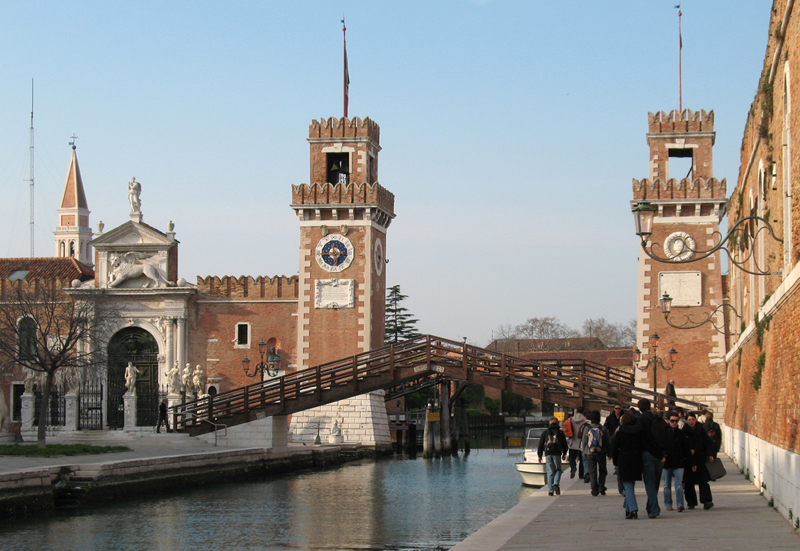
Südeingänge zum Arsenal, rechts Ingresso all'Aqua (Wassertor), links Ingresso di Terra (Landtor), fotografiert im Jahr 2007

Im 15. Jahrhundert dominierten die iberischen Reiche zunehmend den Mittelmeerraum – den Osten des überaus bedeutenden Handelsmeeres beherrschte das Osmanenreich. Dennoch band Venedig fast alle seine Kräfte in Italien. Die Kriege gegen das rivalisierende Mailand brachten es dabei an die Grenze der ökonomischen Belastbarkeit. Da die Kriegsfinanzierung auf Zwangsanleihen basierte, schlug sich dies bereits nach zwei Jahren der Kriegführung darin nieder, dass 59 % des beeidigten Vermögens eingezogen wurden. Zwar kam es 1428–31 zu einer gewissen Beruhigung, aber von 1431 bis 1441 näherten sie sich manchmal der Marke von 40 % – insgesamt summierten sie sich auf 288 %. Abgesehen davon, dass zwischen dem geschätzten Vermögen, das diesen Zahlen zugrunde liegt, und dem tatsächlichen eine immer größere Lücke klaffte, bedeutete dieses Verfahren doch für zahlreiche Familien den Bankrott. Zudem kam es zur Herabsetzung der jährlichen Zinserträge von 5 auf 4 %, dann auf 3 %.
Als Francesco Sforza 1450 Herzog von Mailand wurde, und die Osmanen 1453 Konstantinopel eroberten, entwarf der Senat ein Programm von ungewöhnlicher Schärfe: Fast alle Staatseinnahmen sollten nur noch der Kriegsfinanzierung dienen, alle Gehaltszahlungen wurden für ein Jahr eingestellt, alle Mieter brachten eine halbe Jahresmiete ein, alle Vermieter ein Drittel ihrer Einnahmen für Häuser und Läden. Die jüdische Gemeinde musste einen Sonderbeitrag von 16.000 Dukaten leisten. Schließlich wurden die Zölle angehoben, die Liegegebühren für die Schiffe und deren Ladung. Die direkte Besteuerung nicht nur der Bewohner der Terra ferma, sondern auch der Venezianer selbst, wurde nie wieder aufgegeben.
Immerhin erreichte Venedig am 18. April 1454 einen Friedensschluss mit den Osmanen, der die Häfen für seine Händler offen hielt. Darüber hinaus bestand die Kolonie in Konstantinopel weiter, und nur verkaufte Waren unterlagen einem moderaten Zoll von 2 %. 1463 begann Venedig einen neuerlichen Krieg. Mit dem Frieden vom 26. Januar 1479 musste es auf das albanische Scutari und auf Negroponte, das heutige Euböa, verzichten und einen jährlichen Tribut von 10.000 Dukaten leisten. Immerhin blieb der Handel frei, sogar bis zur Krim und nach Trapezunt. Doch die Haupthandelsrouten verlagerten sich immer mehr nach Beirut und Alexandria. Auf dem Tiefpunkt, 1483, fuhr keine einzige Galeere mehr nach Konstantinopel.
Im Gegensatz dazu florierte der Handel mit Flandern, vor allem der mit Gewürzen, in erster Linie Pfeffer. 1486 trugen vier Galeeren Waren im Wert von 180.000 Dukaten an Bord. Ähnlich florierte der Handel Richtung Frankreich und nach Tunesien. Dabei spielten „neue“ Massenwaren, wie Wein, Metalle, Seife, Stoffe eine zunehmende Rolle.
Trotz aller Schwierigkeiten dürfte Venedig am Ende des 15. Jahrhunderts größte Prosperität genossen haben.

### Protektionismus und neue Industrien
Methoden, den eigenen Handel und die eigenen Industrien zu protegieren, gab es schon sehr lange. Doch die Eingriffe der Jahre 1423 und 1436 stellen insofern einen Höhepunkt des Protektionismus zugunsten der Tuchindustrie dar, als sie das Tragen von Tuchen, die in Städten des Festlands erworben worden waren, streng verboten. Damit nahmen zwei eng verflochtene Industrien einen weiteren Aufschwung, nämlich die Färberei und die Seidenproduktion. 1421 durfte Seide kaum noch importiert werden. 1457 verbot man sogar auf der gesamten Terra ferma den Export von Rohseide, es sei denn, sie war erst nach Venedig gebracht und den üblichen Zöllen unterworfen worden. So beschäftigte die aufstrebende Seidenindustrie nach 1500 rund 2.000 Seidenweber und war damit neben der Produktion von Brokat und Damast die größte Luxusindustrie.
Die größten Industrien waren jedoch weiterhin die Bauindustrie und der Schiffbau. Doch gerade letzterer war ab etwa 1370 nicht mehr in der Lage, ausreichend Kalfaterer und Schiffszimmerleute zu beschäftigen, so dass sie in großer Zahl abwanderten. Darüber hinaus hatte der Senat die Löhne der 6.000 Kalfaterer und Schiffszimmerleute so hoch angesetzt, dass die Schiffsproduktion Schwierigkeiten hatte, sich gegen die zunehmende Konkurrenz zu behaupten.
Eine gewisse Entspannung brachte hier die Entwicklung neuer Produktionszweige, wie etwa die des Zuckerrohrs. 1366 war es der Familie Corner di San Luca gelungen, auf Zypern große Ländereien zu erwerben. Das dortige Zuckerrohr machte sie zu einer der reichsten Familien Venedigs. Auf Zypern lag der Produktionsprozess bis zum raffinierten Zucker noch weitgehend in einer Hand, doch die Verfeinerung wurde partiell in Venedig durchgeführt.
Für andere Waren galt dieser Grundsatz noch viel deutlicher, sowohl für alte Produktionszweige, wie die Herstellung von Pelzen und Leder, als auch für neue, wie die Seifenproduktion. Letztere verteilte sich überwiegend auf eine große Menge kleiner Betriebe, aber sie ließ auch Raum für kapitalstarke Unternehmen. Auch die Produktion von Kerzen entwickelte zunehmend eine Arbeitsteilung, bei der auf dem Balkan Rohwachs gewonnen wurde, um ihn in Venedig zu Kerzen zu verarbeiten – auch für den Export. Diese Arbeitsteiligkeit zwischen Rohstoffgebieten auf der einen Seite und Veredelung in Venedig auf der anderen wurde noch dadurch verstärkt, dass bereits raffinierte Produkte der Terra ferma häufig nur über Venedig exportiert werden durften.
Doch die Wirtschaftspolitik, die zunehmend Konturen gewann, war nicht nur darauf bedacht, die Gewinne nach Venedig zu lenken, den Fiskus zu stärken oder die Beschäftigungsmöglichkeiten zu schützen und zu erweitern. Sie ermutigte darüber hinaus Ausländer zum Einbringen neuer Technologien, bald auch von Kapital. Schon im 13. Jahrhundert hatte man aus dem Reich angelockten Inzenieri ermöglicht, Windmühlen zu bauen. Sie erhielten seit dem frühen 15. Jahrhundert nicht nur erleichterten Zugang zu Finanzierungsmöglichkeiten, Baugenehmigungen und dazugehörige Wegerechte. Ab 1474 bot Venedig den ersten, echten Patentschutz. Damit konnten erstmals Konstrukteure komplizierter Maschinen, wie sie die im Nordwesten Europas entwickelten Windmühlen darstellten, ihre Erfindungen mehrere Jahrzehnte ökonomisch nutzen, ohne fürchten zu müssen, von Plagiatoren verdrängt zu werden. Binnen weniger Jahrzehnte erhoben sich in Venedig Dutzende von großen Windmühlen, die einen erheblichen Teil des enormen Mahlbedarfs deckten.

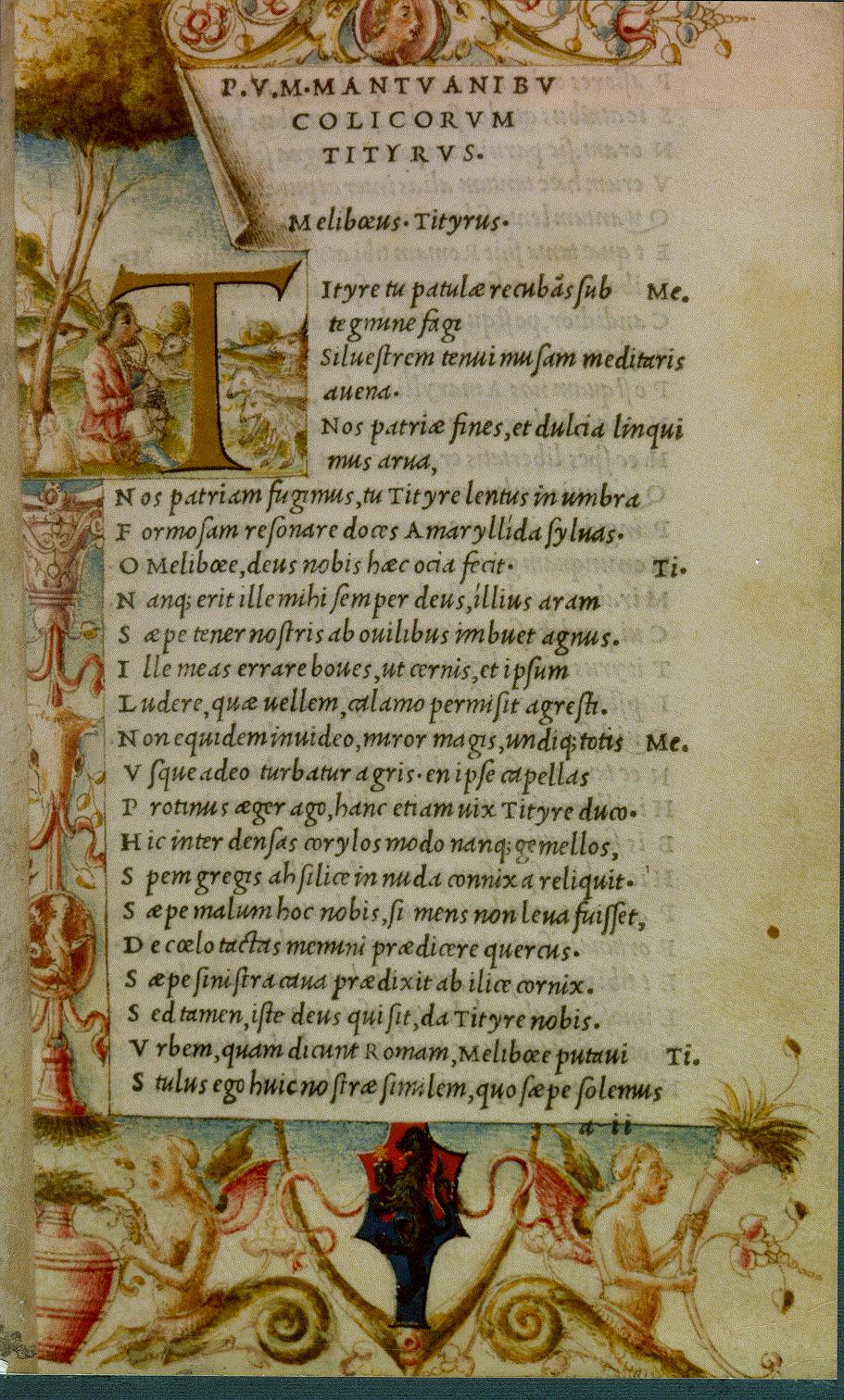
Seite aus einer Vergilausgabe, 1501 bei Aldo Manuzio gedruckt

In dieser „innovationsfreundlichen“ Umgebung erhielt Johannes von Speyer 1469 ein Privileg, das ihm gestattete, mit beweglichen Lettern zu drucken. Innerhalb weniger Jahre stieg Venedig zur Buchpresse Italiens auf, im 16. Jahrhundert sogar zu der ganz Europas. Fünfzig Druckwerkstätten erreichten dabei nicht nur große kulturelle Bedeutung, sondern waren auch ein gewichtiger Wirtschaftsfaktor in der Stadt (vgl. Buchdruck in Venedig).
Einen wesentlich langsameren, aber umso dauerhafteren Aufschwung nahm die Glasindustrie. Der wachsende Bedarf an Gefäßen, aber auch an Fensterglas, Linsen und Brillen, vor allem aber an Spiegeln machte sie zu einer der ertragreichsten Industrien. Schon im 15. Jahrhundert erscheinen 41 Geschäfte, in denen nur der Verkauf betrieben wurde. Doch der Löwenanteil war bald für den Export bestimmt. Dabei gesellte sich zum berühmten cristallo eine weitere Wiederentdeckung, das lattimo oder das Milchglas, ein opakes, weißes Glas.
Dank des Ausbaus der Stadt zu einem Gesamtkunstwerk blühten die Werkstätten der Steinmetze, die neben den staatlichen Prunkbauten auch zahlreiche Paläste, Brücken und Straßen ausbauten und verschönten. Aber auch Intarsienarbeiten und Kassettendecken brauchten zahlreiche Handwerker und Künstler, Maler, Bronzegießer, Gemmenschneider, und zahlreiche andere Künste versorgten einen schnell wachsenden Luxus- und Kunstmarkt.

### Staat und Finanzen
Zwei Aufgaben ließen sich nur durch Ad-hoc-Maßnahmen finanzieren: Kriege und die Lebensmittelversorgung. Der Monte Vecchio als eine Art „öffentlicher Schuld“ speiste sich entweder aus Anleihen oder aus Zöllen – also entweder aus der Belastung der Vermögen der pflichtigen Familien oder aus der Belastung des Fernhandels. Um diese grundsätzliche Frage tobte ein langer Streit, wobei der Senat meistens das Mittel der Zwangsanleihe bevorzugte. Erst als der Kurs der Anleihescheine 1474 auf 13 % abstürzte, war das Ende dieses Systems nahe.
Für die Zeichner der Zwangsanleihen hatte der Niedergang dieses Finanzierungssystems gravierende Folgen: Zunächst sank der Zinssatz auf 1 %, dann geriet die Zahlung immer länger in Verzug. 1453 war man bereits 8 Jahre mit der Zinszahlung in Verzug geraten, 10 Jahre später bereits 13, 1480 bereits volle 21 Jahre.
1463 führte Venedig eine direkte Steuer ein. Zum Abschluss brachte man diese Entwicklung 1482 mit der Schaffung des Monte Nuovo. Die Abgabe basierte nicht mehr auf den schwer zu überprüfenden Angaben des Pflichtigen, sondern bezog die in einem Kataster erfassten Immobilien und ihre Erträge mit ein. Das neue Erfassungssystem bewirkte, dass Venedig aus seinem inzwischen erheblich größeren Herrschaftsbereich rund eine Million Golddukaten einziehen konnte. Damit war die Stadt eine der vermögendsten Mächte der damaligen Welt.

### Geld- und Münzpolitik

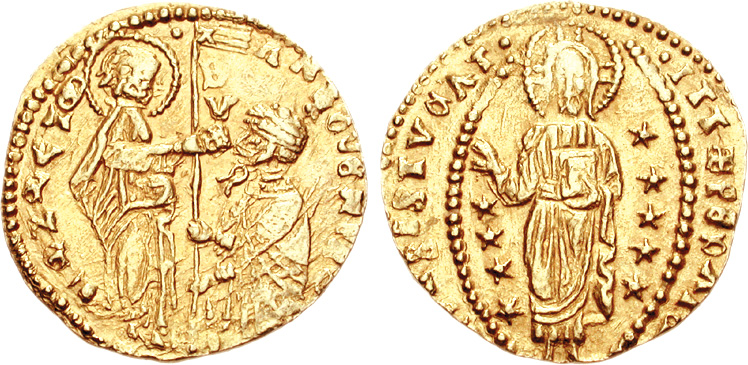
Zecchino aus der Zeit des Dogen Antonio Venier von 1382, 3,51 g

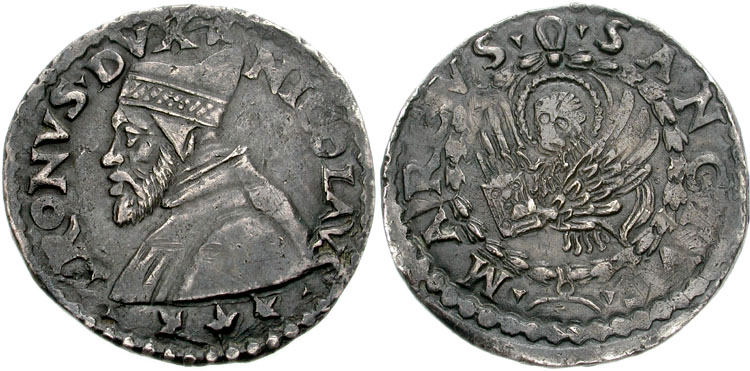
Lira Tron (nach dem Dogen Niccolò Tron, 1471–73), 6,43 g, geflügelter Markuslöwe mit Evangelium, porträthafte Darstellung des Dogen

Schon 1407 stellte der Senat fest, dass „Syrien“ (gemeint war der gesamte Nahe Osten) nach Gold verlange, nicht mehr nach Silber. Dennoch gab man dieses Zahlungsmittel nicht sofort auf. Das könnte mit dem Wechselkurs zwischen dem goldenen Dukaten und den in Venedig umlaufenden „kleinen“ Denaren, den Denari piccoli, zusammenhängen. 1284 entsprach ein Dukaten noch 576 Piccoli, 1380 bereits 1.032 und 1417 sogar 1.212. Zwar konnte der Rat der Zehn, der das Münzwesen strenger zu ordnen versuchte, die Abwertung zwischen 1472 und 1517 bei 1:1.488 stoppen, doch danach verfiel der Piccolo bis 1592 endgültig und erreichte ein Wertverhältnis von 1:2.400. Diese Wertminderung des Piccolo lässt sich weder aus dem Wertverhältnis zwischen Gold und Silber ableiten, noch genügen äußere Faktoren, wie Pest und Kriege, als Erklärung. Zum einen fiel bei Minderung des Edelmetallanteils der Ausgabepreis nicht in gleichem Maße – die Differenz zog der Fiskus ein. Schon 1379 lag diese Differenz bei 19 %. Bei diesen Verfahren wurde die Münze allerdings nach und nach so klein, dass man bald neue Münzen mit dem vierfachen (Quattrino) oder gar achtfachen (Ottino) Wert des Piccolo prägte. Doch das genügte bald nicht mehr, und so erschienen bald Münzen zu 2 und 4 Soldi, was 24 und 48 Piccoli entsprach.
Für alle, die auf die Erträge aus der Binnenwirtschaft angewiesen waren, stellten diese Maßnahmen eine schwere Belastung dar. Doch der Senat wurde überwiegend von Fernhändlern dominiert, die im Gegenteil von günstigen Löhnen und Produkten profitierten. Im Großen Rat sah die Interessenverteilung etwas anders aus, so dass hier 1456 die Forderung gestellt wurde, die Prägung von Kupfermünzen endlich einzustellen. Diese Münzen waren inzwischen die einzigen, die noch auf dem Festland umliefen, da die Silbermünzen viel zu unzuverlässig waren. Daher hatte die feindliche Geldpolitik Mailands, die das venezianische Münzsystem in ein völliges Chaos zu stürzen drohte, eine vom Senat selbst geschaffene Basis.
1472 zog der immer mächtiger werdende Rat der Zehn die Münzaufsicht an sich und ordnete an, alle Münzen einer Echtheitsprüfung zu unterziehen. Die Silbermünzen wurden in ihrem Wert neu festgesetzt, ein weniger wertvoller Grossetto geprägt, dazu ein teurerer Grossone, der so viel Silber enthielt, dass 24 Grossoni wieder einem Dukaten entsprachen.
Dazu befahl der Rat, die alten Denare einzuziehen und stattdessen erstmals eine Lira (= 240 Denar) in Umlauf zu bringen. Sie wurde nach dem herrschenden Dogen Lira Tron genannt. Der rigorose Kurs der „Zehn“ sorgte dafür, dass in den nächsten 45 Jahren ein Golddukaten immer 124 Silbersoldi entsprach.

### Banken und Versicherungen
Schon im ersten Viertel des 15. Jahrhunderts lassen sich 14 private Banken nachweisen. Sie hatten ihren Sitz am Rialtomarkt, der gleichsam zu einer täglich am Vormittag stattfindenden Börse avancierte.

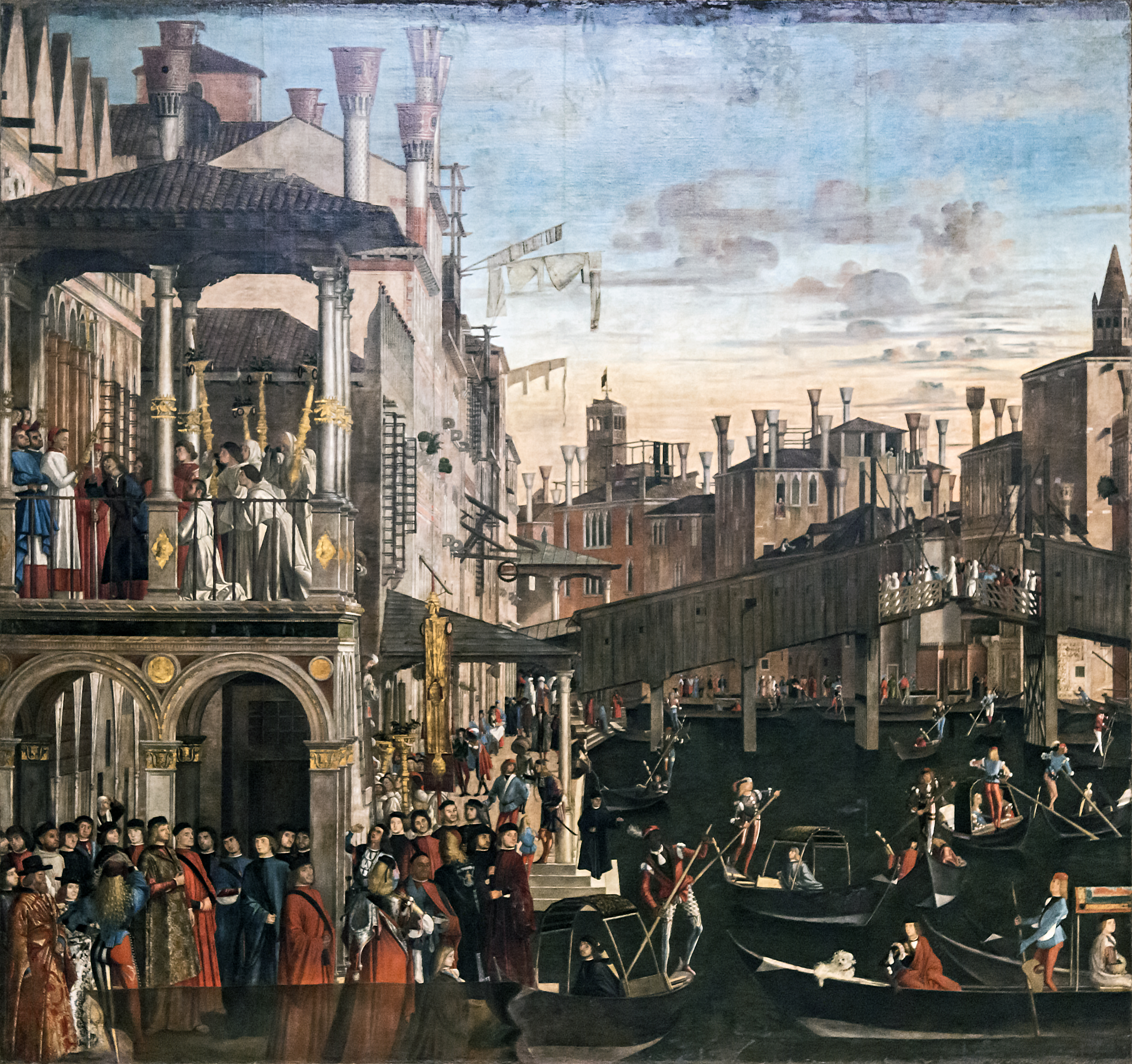
Fondamenta del Vin und die hölzerne Rialtobrücke im Jahr 1494 (Vittore Carpaccio)

Dabei hatte eine Banco de Scripta nicht nur reine Notarsfunktion, indem sie Kontobewegungen beglaubigte, sondern die Kunden mussten eine Kaution hinterlegen, womit der Bank große Vermögen zur Verfügung standen. Dem Senat war daran gelegen, die Risiken der Kreditvergabe aus diesen Kautionen, die die Bankiers trotz Verboten durchführten, zu begrenzen. So durften sie ab 1404 auf keinen Fall mehr Geld in Handelsunternehmungen anlegen, als sie Anleihen gezeichnet hatten. Nur beim Handel mit Getreide durfte dies außer Kraft gesetzt werden. Man ging das Risiko eines Bankrotts (banca rotta) ein, wenn damit die Getreideversorgung sicherer wurde.
Ursprünglich ein Mittel zum Tausch zwischen verschiedenen Münzen an verschiedenen Orten, entwickelte sich der Wechsel zum wichtigsten Mittel der Übertragung von Geldwerten – trotz des kirchlichen Zinsverbots. Dieses Zinsverbot richtete sich gegen eine Eigenheit des Wechsels, die sich gewissermaßen ungewollt entwickelte. Da zwischen den Tauschvorgängen eine gewisse Zeit verstrich, wurde dieses Verfahren fast sofort zu einem Mittel des Kredits, wofür man mehr oder minder gut kaschierte Zinsen verlangte.
Außerdem konnte man mittels Wechseln von den Wechselkursen zwischen den verschiedenen Münzen profitieren. Italienische Bankiers und Händler wie Francesco Datini dominierten dieses Verfahren um 1400 vollständig, und auch Venezianer, wie Giacomo Badoer beherrschten dieses Spekulationsverfahren virtuos. Das wiederum zog Bankiers aus dem Reich an, die auf die entwickelten Strukturen Italiens zurückgriffen. Dabei war die Einklagbarkeit von Wechseln ein zentraler Schritt, der kurz nach 1400 in Barcelona erstmals vollzogen wurde.
Spätestens Ende des 14. Jahrhunderts bestand in Venedig eine Seeversicherung, wie sie Genuesen und Florentiner schon länger besaßen. Im Allgemeinen wurde damit allerdings nicht das Schiff versichert, sondern die Waren, die es transportierte. Durchschnittlich zahlte man 6 % des Warenwerts, mit starken Abweichungen nach unten und nach oben. Diese Abweichungen dürften in Abhängigkeit von der Dauer der Reise, der geladenen Ware und der Sicherheit der gewählten Seewege geschwankt haben.

### Buchhaltung und Handelstechniken

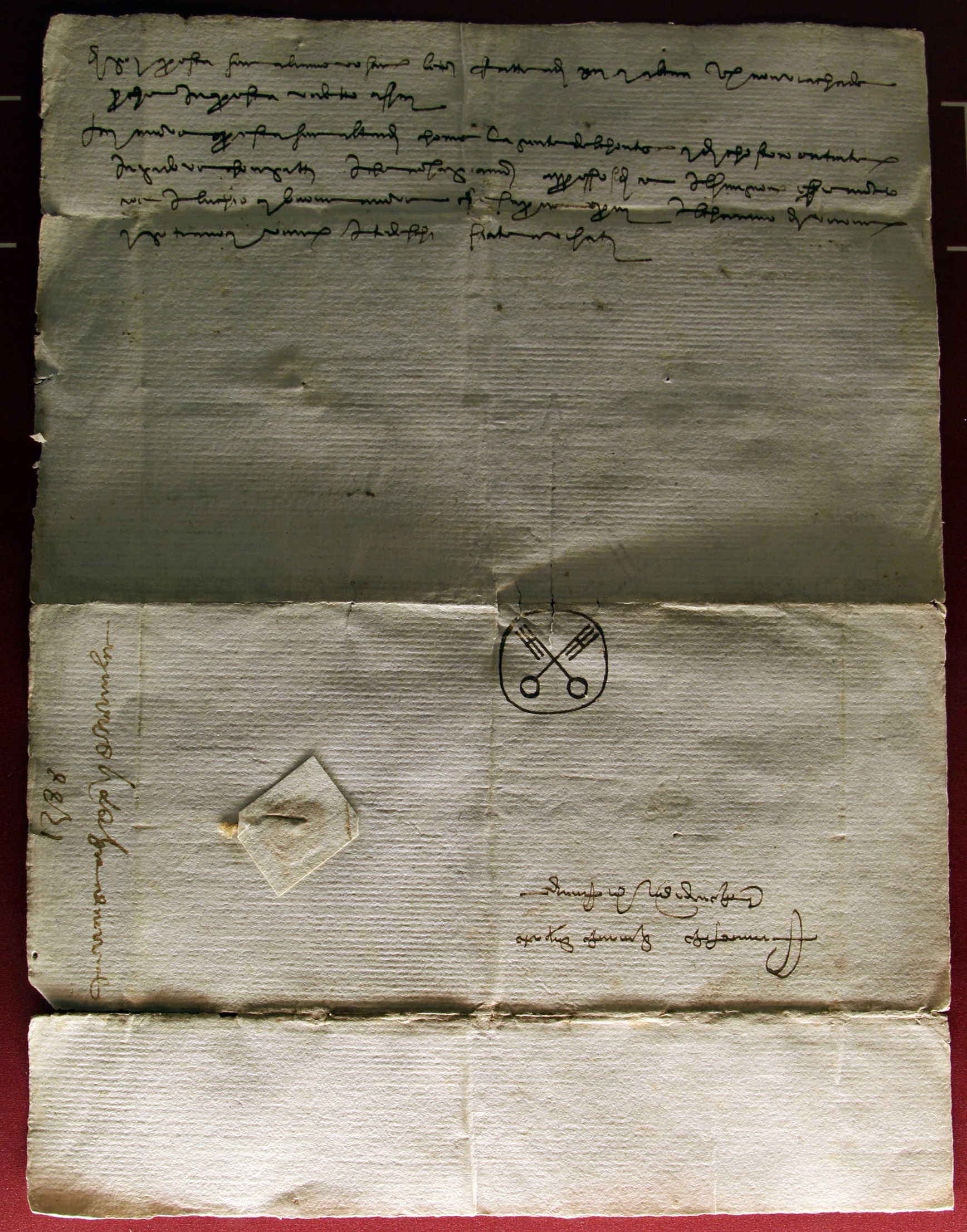
Brief aus Venedig an die Compagnia Datini in Florenz vom 21. November 1388

Die Kommunikation innerhalb der wachsenden und komplexer werdenden Handelsgesellschaften erforderte extensiven Schriftverkehr. Dazu kam, dass die meisten Kaufleute sehr früh dazu übergingen, ihre Aufzeichnungen in ihrer Muttersprache, dem Volgare zu schreiben, nicht mehr in Latein. So galt das Schreiben in der adligen Lebenswelt noch lange als verachtenswert, während diese Tätigkeit im venezianischen Fernhandel zur Grundausbildung gehörte.
Üblicherweise lernte man drei Jahre lang Elementarwissen, ging danach zur Abakusschule. Der eigentliche Umgang mit Kaufmannsschriftgut (Rechnungsbücher, Kontoführung, Buchhaltung usw.) wurde allerdings in der Praxis, in der Niederlassung eines Kaufmanns vermittelt.
Durch die Buchführung wurden Geschäftserfolge oder -misserfolge genau und zeitnah messbar, durch die ständige Aktualisierung der Daten aber auch rationaler steuerbar. Dennoch darf nicht übersehen werden, dass nicht alle Handelshäuser diese Technik für nötig hielten. Klare Darstellung und weitere Verbreitung fand dieses System, das als scrittura alla veneziana bekannt war, durch die Summa di Arithmetica des Luca Pacioli von 1494. In Venedig benutzten es die Soranzo und andere bereits seit den 1430er Jahren (vgl. Giovanni Soranzo).
Daneben entwickelte sich ein komplexes Instrumentarium verschiedener Bücher, Kladden, Heftchen, Zettel, aber auch Übertragungen, Vervielfältigungen und schließlich geheimer Bücher, wie sie von Francesco Datini umfangreich erhalten sind. Im 15. Jahrhundert entwickelte sich ein eigener Handbuchtyp, die Beschreibung der Buchhaltungsmethoden, wie sie 1494 Benedetto Cotrugli verfasste.
Dieses System korrespondierte aufs Engste mit Methoden der Warenkennzeichnung und -registrierung durch die Händler und die Zollstellen. Auch die regelmäßigen Mitteilungen, die sich in den Händlerbriefen finden, die Listen von Wechselkursen, von Maßen und Gewichten, von regionalen Handelsgebräuchen, beförderten das Handelswesen. Eigene Handelshandbücher, pratiche della mercatura genannt, zirkulierten in zahlreichen Handschriften. Dem Informationsbedarf trug Venedig Rechnung, indem es den Nachrichtentransport übernahm und regelmäßige Eilboten unterhielt, die beispielsweise den Weg von Venedig nach Brügge in einer Woche zurücklegten.

### Grundbedürfnisse
Venedig war im 15. Jahrhundert die zweitgrößte Stadt Italiens. Doch der Zustrom muss gewaltig gewesen sein, was die Miet- und Kaufpreise in die Höhe trieb. Daher griff die Kommune durch Preisfestsetzungen an vielen Stellen ein. Sogenannte calmieri schrieben die Preise für Brennholz, Öl, Fleisch und vor allem Brot vor.
Prinzipiell machte man dabei den Brotpreis vom Weizenpreis abhängig. Jedoch änderte sich der Preis des Brotes nur sehr selten, stattdessen wurde das Gewicht angepasst. Bei hohen Weizenpreisen wurden die Brote also kleiner, bei niedrigen größer. Da Venedig allein für seine Bewohner jährlich rund 30.000 t Weizen einführen musste – von den enormen Mengen, die der Versorgung halb Oberitaliens dienten, einmal abgesehen –, handelte es sich um eines der größten Geschäftsfelder überhaupt. Dazu einem der brisantesten, so brisant, dass 1268 der Doge auf offener Straße erschlagen wurde, als nur das Gerücht von Preiserhöhungen die Runde machte. Dass nur die Gebühren an den Mühlen erhöht werden sollten, zeigt, dass jedem Venezianer klar war, dass die Erhöhung dieser Gebühren für eine Verkleinerung der Brote sorgen würde.
Doch genau dies zeigt auch, dass sich die Lebenssituation bis zum 15. Jahrhundert deutlich verbessert hatte, denn es war inzwischen kein Problem mehr, aus Mahlgebühren und Zöllen hohe Beträge für den Fiskus einzuziehen, ohne dass sich die unteren Schichten der Bevölkerung so bedroht fühlten wie noch zwei Jahrhunderte zuvor.

### Land- und Seekriege

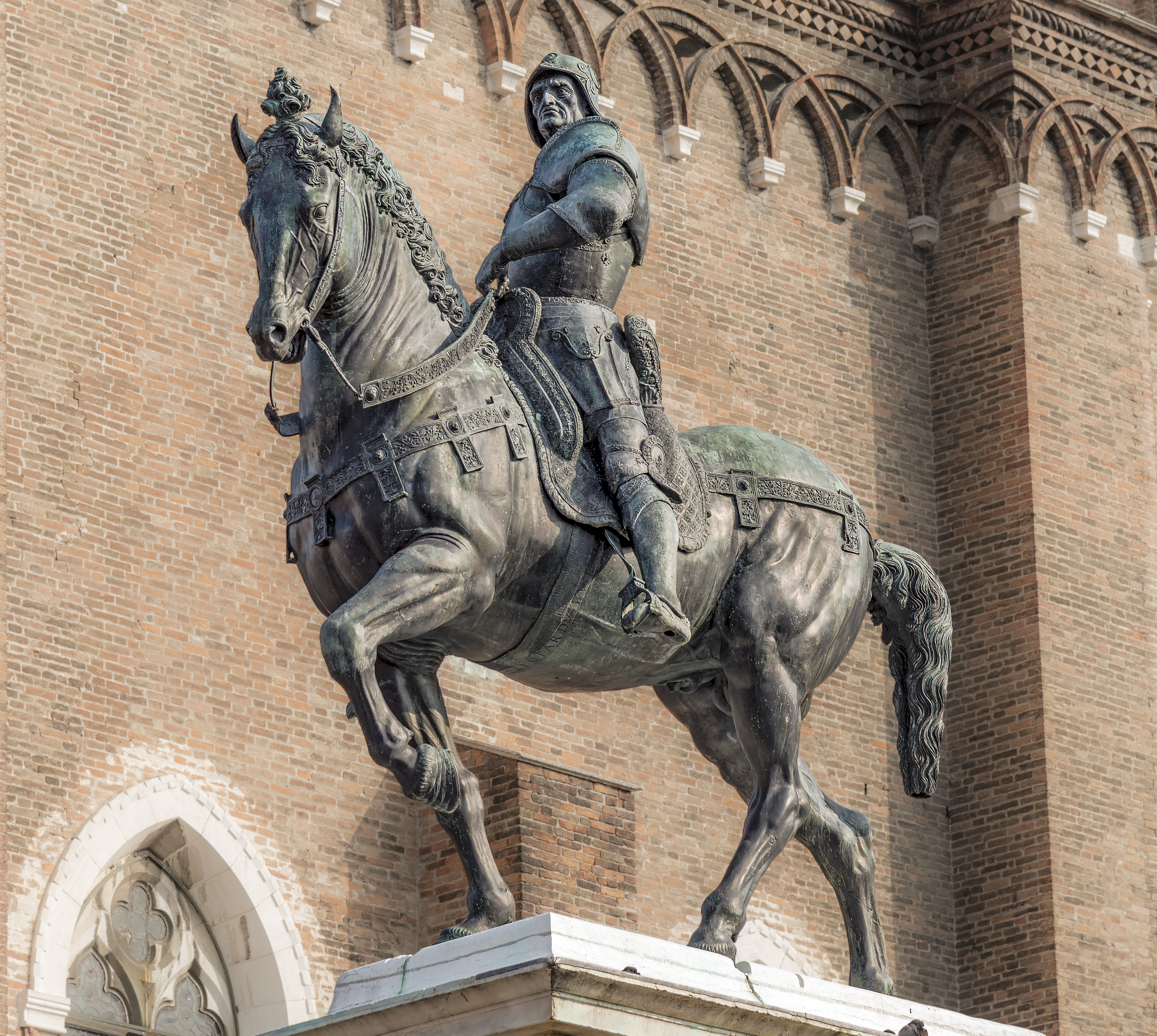
Bronzestatue des Condottiere Bartolomeo Colleoni von Verrocchio, heute auf dem Campo Zanipolo

Die neuzeitlichen Kriege – vor allem, als die Großmächte Frankreich, Spanien und das Reich 1508 venezianisches Gebiet berührten – unterschieden sich in ihren Folgen für Venedig erheblich von den zuvor geführten Kriegen. Die Landkriege wurden schon länger von Condottieri geführt, von denen sich Venedig dank seiner Ressourcen die teuersten leisten konnte. Damit blieb die Wirtschaftsmetropole, von den Belastungen der Staatskasse einmal abgesehen, in erstaunlichem Maß von ökonomischen Schäden verschont.
Das sah jedoch bei den Seekriegen inzwischen anders aus. Hier kämpften die venezianischen Seeleute selbst, keine Söldner. Abgesehen von den hohen Kosten, die beispielsweise der Krieg gegen die Osmanen von 1499 bis 1503 verursachte, schädigten Tod, Verstümmelung und Gefangenschaft dieser Männer die wirtschaftlichen Grundlagen Venedigs. Arbeitskräftemangel war sowohl in den Kolonien als auch in Venedig selbst immer wieder ein fast unlösbares Problem.

### Die Krise von 1508 bis 1517
Der Konflikt mit der von Papst Julius II. geführten Liga von Cambrai, zu der auch Kaiser Maximilian I. gehörte, der die Terra ferma als ehemaliges Reichsgebiet zurückforderte, drohte selbst die Mittel Venedigs zu überfordern. Damit nicht genug gehörten auch Spanien, das die von Venedig besetzten Häfen Apuliens zurückverlangte, Frankreich, das Cremona forderte, und Ungarn, das Dalmatien wieder seinem Staatsgebiet einverleiben wollte, der Liga an.

Porträt Andrea Grittis von Tizian, 1540.

Nur dadurch, dass alle Handwerker Freiwillige stellten, Matrosen als Soldaten für den Landkrieg eingesetzt wurden, und man neue Geldquellen erschloss, konnte es dem späteren Dogen Andrea Gritti gelingen, das bereits verlorene Padua im Juli 1509 zurückzuerobern.
Dabei war der Monte Vecchio inzwischen mit 6 Millionen Dukaten, der Monte Nuovo mit mehr als 3 Millionen völlig überschuldet, und es musste jede Rückerstattung und Verzinsung eingestellt werden. An ihrer Stelle gründete man den Monte Nuovissimo, wenig später den Monte del Sussidio, dessen Name schon verrät, dass er nur der Unterstützung (der Kriegsmaschinerie) diente.
Zwar brachten in den Sommermonaten die Galeeren Waren im Wert von über 600.000 Dukaten herbei, aber sie konnten nicht ausgeliefert werden, da Venedig abgeriegelt war. Das auf Fernhandel basierende Wirtschaftssystem konnte nur sehr kurze Zeit ohne Außenkontakte überleben. Die Kriegswende brachte die Diplomatie, der es gelang, ein Bündnis mit Spanien und dem Papst gegen die Franzosen zu schließen.

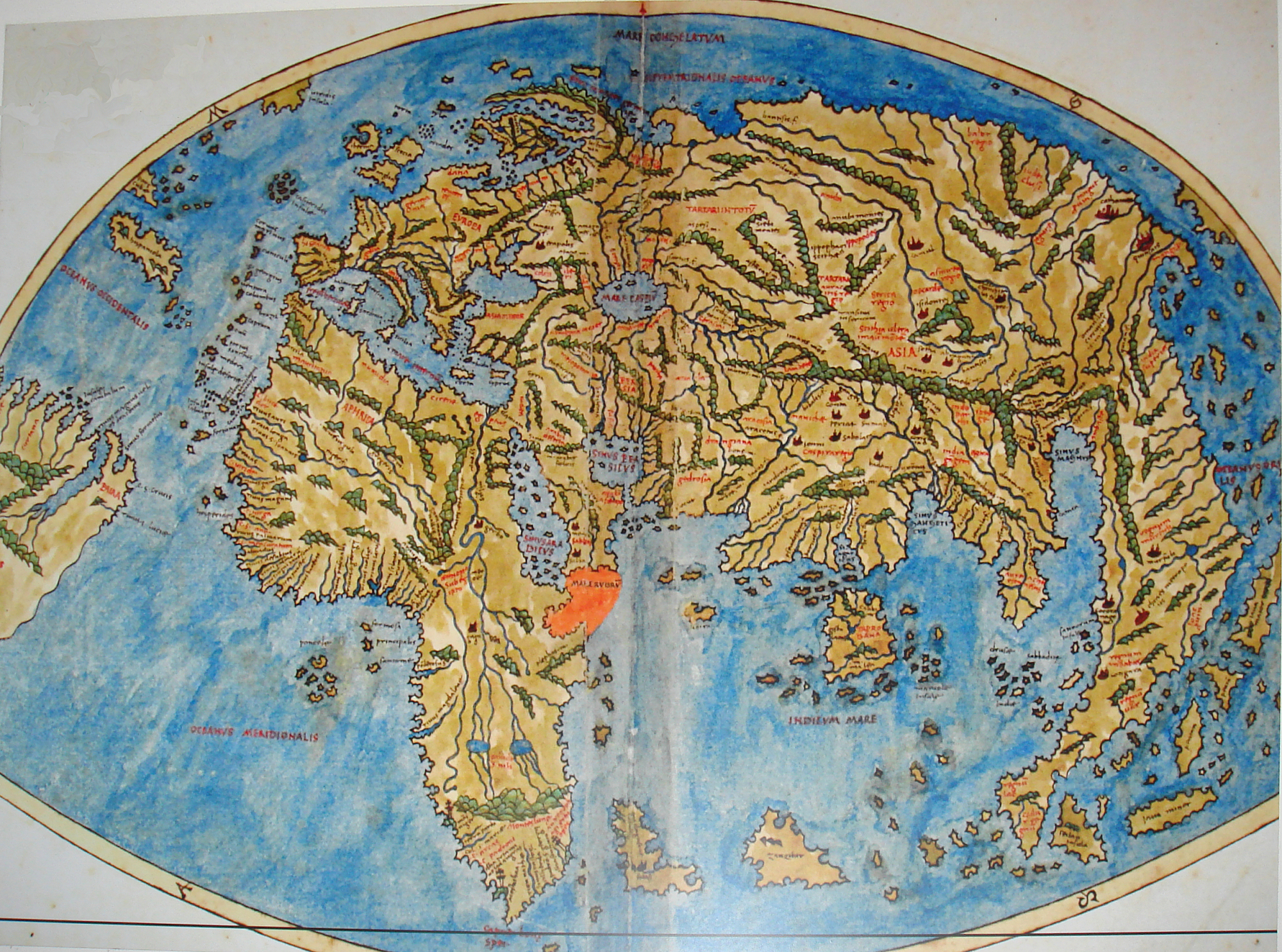
Weltkarte des Pietro Coppo, Venedig 1520

So katastrophal der Krieg und seine Folgen im Einzelnen waren, so gefährlich wie die portugiesische Konkurrenz im Gewürzhandel (vor allem Pfeffer und Gewürznelken) und die von Antwerpen und Sevilla im Transatlantikhandel waren, so gelang es Venedig dennoch, als Finanzplatz, als Umschlagplatz für Metalle und für Waren aus dem Osmanischen Reich fortzubestehen. Und obwohl die Osmanen 1517 Ägypten eroberten und Alexandria für über dreißig Jahre ausfiel, verlagerte Venedig seinen Handel nun vollends nach Syrien, wo der Austausch auch vom Aufschwung Persiens und des Osmanenreichs selbst profitierte. Als 1505 das Handelshaus der Deutschen nach einem verheerenden Brand noch größer wieder aufgebaut wurde, genügten seine Räumlichkeiten noch immer nicht dem gestiegenen Andrang. Die Tuchproduktion verzwanzigfachte sich von 1516 bis 1569. Doch die stärksten Impulse lieferten die künstlerische und kunsthandwerkliche Produktion für den schnell wachsenden Luxusmarkt – sowohl innerhalb Venedigs, als auch im gesamten europäisch-mittelmeerischen Raum.
War die Bevölkerungszahl Venedigs 1509 wohl auf unter hunderttausend gefallen, so stieg sie im letzten Viertel des 16. Jahrhunderts auf rund 175.000. Dies war nicht zuletzt darauf zurückzuführen, dass neue Industrien blühten.
Die zeitweilige Abriegelung von den Lebensmittelmärkten des Ostens und Südens hatte zur Folge, dass mehr Kapital und Arbeit in den Landausbau in Oberitalien flossen. Damit versuchte man, eine Brotversorgung ohne extreme Abhängigkeiten von der Außenpolitik zu sichern.

### Zwischen Spaniern und Osmanen
Im Krieg gegen die Osmanen von 1537 bis 1540 war Venedig mit Kaiser Karl V. verbündet. Doch Andrea Doria, Führer der gemeinsamen Flotte, unterlag 1538 bei Preveza. Erstmals errangen die Osmanen damit die Seeherrschaft. Außerdem musste Venedig 1540 einen Friedensvertrag unterzeichnen, der Konstantinopel das Herzogtum Naxos überließ.
Bis 1545 konnten die Flottenführer noch erhebliche Mengen an freien Männern für die Galeeren anwerben, wenn diese auch nur noch selten Venezianer waren. Sie stammten aus Dalmatien, von Kreta und aus Griechenland. Danach ging man zunehmend zur Zwangsverpflichtung von Gefangenen und Schuldnern über, wie es im übrigen Europa bereits seit langem in Gebrauch war. Langfristig dürfte dies den Arbeitsmarkt insofern verändert haben, als immer weniger Lohnarbeiter ihren Lebensunterhalt auf See verdienten.
Doch selbst die Tatsache, dass Venedig in einem ungeheuren Kraftakt nochmals all seine Erfahrung, seine Mittel und Arbeitskräfte anspannte, indem es mehr als die Hälfte der über 200 Galeeren baute, die die Osmanen 1571 vor Lepanto besiegten, änderte nichts daran, dass es im Konzert der Weltmächte nicht mehr mithalten konnte. Außerdem unterstützte Spanien Venedigs Anspruch auf Zypern nicht weiter, und so musste es im Frieden von 1573 endgültig auf die Insel verzichten.

## Neue Konkurrenten, Dominanz des Seehandels und Verlust der Kolonien (1571–1700)

### Kupferzeit, Papiergeld und günstiger Kredit

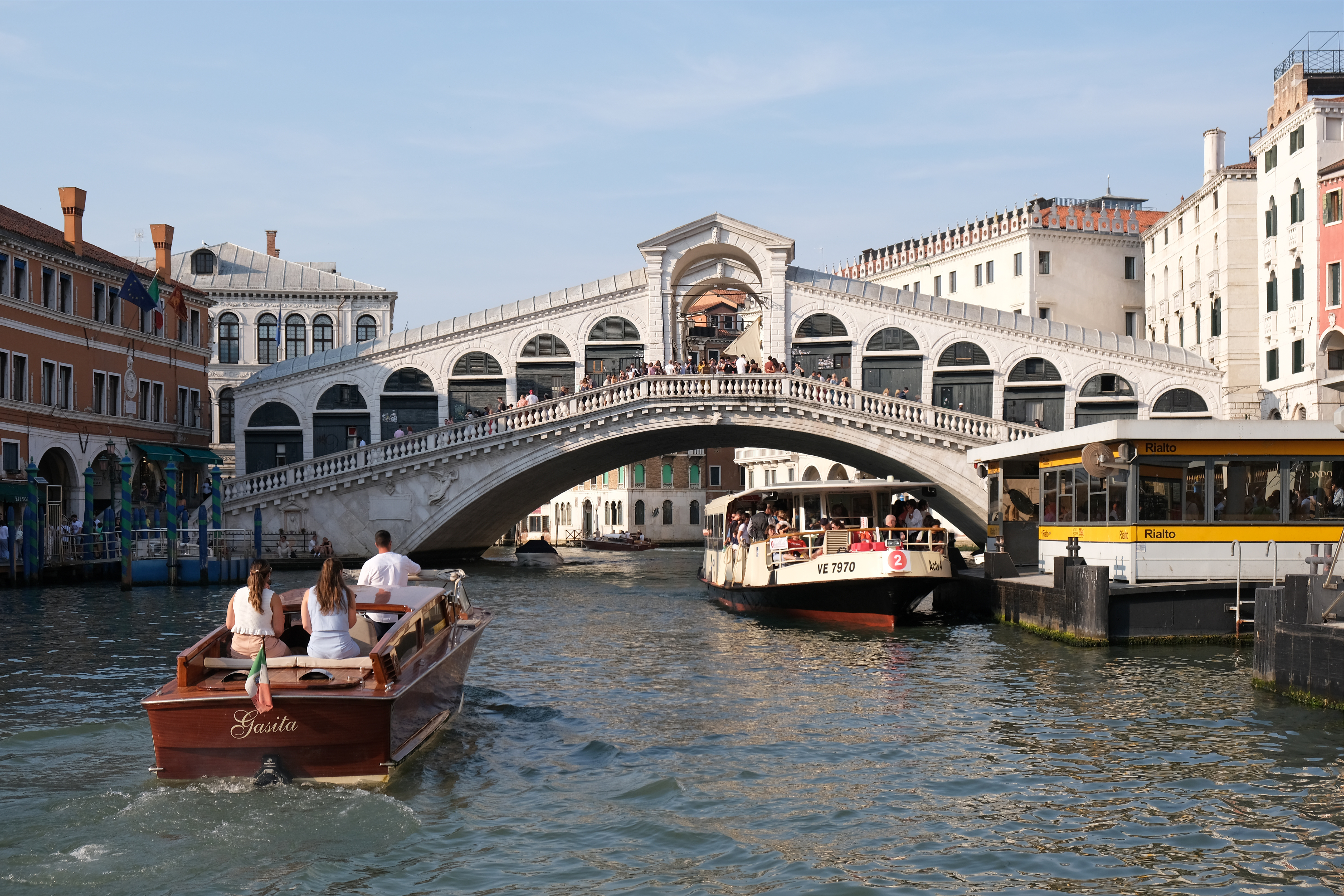
Rialtobrücke mit Geschäften. Sie ersetzte eine Holzbrücke und überspannt 28 m; gegründet auf 12.000 Eichenstämmen wurde sie 1588–91 erbaut (Entwurf: Antonio da Ponte)

Trotz gewisser Erfolge im münzlosen Geldverkehr und im Kreditwesen blieb Europas Wirtschaft noch lange von der ausreichenden Zufuhr von Edelmetallen abhängig. Um 1660 kamen aus Lateinamerika Gold und Silber im Wert von rund 365 Tonnen Silber, während Europa nur noch 20 bis 30 Tonnen produzierte. Doch Spanien investierte den überwiegenden Teil dieses Edelmetallstroms in den Krieg gegen die Niederlande. Dabei standen kurzfristige fiskalische Interessen im Vordergrund, aber langfristig löste diese Politik inflationäre Schübe aus und schadete der Wirtschaft. Ähnlich agierte Frankreich. Colbert, Berater König Ludwigs XIV., ersetzte diese Politik durch Behinderung des Edelmetallabflusses und Förderung des Zuflusses. Dazu stärkte er die Exportindustrien, erhöhte den Gold- zu Lasten des Silberkurses und stabilisierte die Staatsschuld so beeindruckend, dass viele Ausländer ihre Edelmetalle hier anlegten.
Gewinner dieser Entwicklung waren die Niederlande, die den Dukaton nach dem Vorbild des Dukaten als Großsilbermünze von hohem Ansehen einführten.

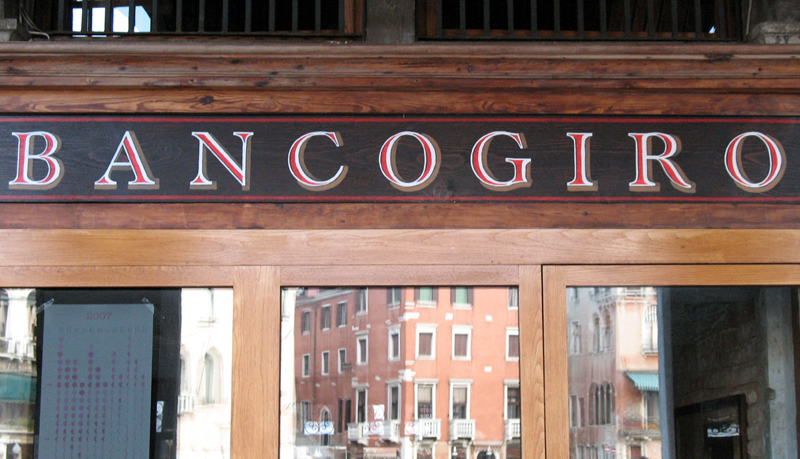
Bancogiro an der Piazza di Rialto, 2007

Doch nicht nur hierin gewannen die Niederlande, wenig später England, einen entscheidenden Vorsprung. Zunächst gründete man nach dem Vorbild des venezianischen Banco di Piazza di Rialto, die Wisselbank. Ihr gelang es, nicht nur den Münzwert zu stabilisieren, sondern man erzwang, dass Wechsel ab 600 Gulden nur noch über diese Clearingstelle verrechnet werden durften. Doch man ging viel weiter als in Venedig, um den Geldumlauf zu erhöhen und zu beschleunigen. Man gestattete den Kunden Gold zu deponieren, wofür sie als Quittung Recepissen erhielten. So wurde Amsterdam zum bedeutendsten Edelmetallmarkt, an dem alle Münzen in ausreichender Menge vorhanden waren, aber nur noch die Recepissen als Bargeld für größere Beträge umliefen. Eine ähnliche Ausweitung des Geldverkehrs erreichte Frankreich durch die Ausgabe von verzinslichen Staatspapieren, die gleichfalls veräußert werden konnten. Neben der Alltagstauglichkeit und dem hohen Vertrauen, das die Papiere genossen, weiteten sie die umlaufende Geldmenge sprunghaft aus und verbilligten langfristig Kredite – und stimulierten so Handel und Produktion weiter.
Venedig dagegen misstraute dieser künstlichen Aufblähung und sah sich dementsprechend Konkurrenten ausgesetzt, die mit billigen Krediten und reichlich Edelmetallen ausgestattet waren.

### Kampf um Monopole
Der Verlust Zyperns bezeichnete nur einen Höhepunkt in der Kette der Verluste, die erst mit dem Verlust Kretas (1645–69) ihr Ende fand. Immerhin verteidigte Venedig in der Adria ein gewisses Monopol, das erst 1717 durch die Habsburger offiziell nicht mehr anerkannt wurde. Mit gewissem Erfolg baute man den Hafen von Spalato (Split) 1581 aus und befreite 1590 osmanische Waren, die hier in das venezianische Gebiet gelangten, von jedem Zoll.
Insgesamt wurden die Versuche der italienischen Mächte, durch Veränderung ihrer Wirtschaftspolitik alte Monopole zu brechen, sehr bedrohlich für Venedig. Das galt in begrenztem Umfang für Ancona, das der Kirchenstaat 1593 zum Freihafen erklärte, aber besonders für Livorno, das im selben Jahr zum Freihafen wurde und schnell erhebliche Teile des nahöstlichen Warenangebots an sich zog. Auch mit Ragusa, das gegen Tribut von den Osmanen unabhängig blieb, trat in der Adria eine scharfe Konkurrenz auf.
Gerade in dieser Zeit ging, nachdem der Pfefferhandel erstaunlich lange Widerstand geleistet hatte, sein Volumen nach 1620 erheblich zurück. Wenige Jahre später galt Pfeffer nicht mehr als östliche Ware, sondern als westliche (ponente). Holländer und Engländer hatten den Gewürzhandel weitgehend monopolisiert.
Katastrophale Ereignisse, wie die Pest von 1630, die beinahe 50.000 Venezianer das Leben kostete, begleiteten die einsetzende wirtschaftliche Stagnation. Dennoch konnte für den Bau der Kirche Santa Maria della Salute, die zum Dank für die Erlösung von der Epidemie errichtet wurde, immer noch die gewaltige Summe von 420.136 Dukaten aufgebracht werden, wenn sich auch der Bau bis 1686 hinzog.

### Rückläufige Industrien, Verlagerungen aufs Festland, Staatsschuld
Englische und holländische Tuche verdrängten zunehmend venezianische. Um 1600 hatte Venedig noch 30.000 Stück Wolltuch produziert, um 1700 waren es noch rund 2.000. Man versuchte sich in Imitaten und trat immer häufiger nur noch als Zwischenhändler auf. Zucker und Baumwolle, zwei aufstrebende Produktionszweige seit dem 15. Jahrhundert, wanderten nach und nach Richtung Amerika ab, so dass die Rohzuckerproduktion zwischen 1630 und 1700 von zwei Millionen Pfund auf rund 600.000 zurückging.
Papiermühlen, Färbereien, Tuchwalkereien konnten sich in einer eng bewohnten Stadt auf Dauer nicht halten. Dagegen blieben die Produktion von Seife, Zucker, Wachs, die Verarbeitung von Edelmetallen und Kupfer, die Möbelindustrie und der Bau von Musikinstrumenten, besonders die Segel- und Tauproduktion in Venedig. Doch das dortige Klima war zunehmend innovationsfeindlich, so dass beispielsweise das Weberschiffchen erst 1784 in Venedig eingeführt werden konnte. Hingegen siedelten sich größere Betriebe auf der Terra ferma an, wo Manufakturen mit über 600 Arbeitern (in Spilimbergo) entstanden, in einem Unternehmen bei Treviso sogar 1000. Die Papierindustrie fand ihre Zentren um Toscolano Maderno. Ihr Ertrag wurde 1615 auf 40.000 Dukaten geschätzt.
Rodungen, Trockenlegungen und Bewässerung nahmen zu, so dass man annimmt, die Agrarproduktion habe zwischen 1550 und 1600 auf dem Höhepunkt gestanden. Insgesamt brachten die neuen Industrien, dazu der Mais- und der Reisanbau mit seinen höheren Preisen, mehr Kapital ins Land.
Hingegen ging die Verstädterung zwischen 1600 und 1700 zurück. Venedigs Festland war in der 2. Hälfte des 16. Jahrhunderts, mit über 20 % der Einwohnerzahl in Städten über 10.000 Einwohnern, die am stärksten verstädterte Region Italiens –, während die Landbevölkerung von 1548 bis 1764 von 1,6 Millionen auf über 2,1 Millionen anstieg. Um 1600 arbeiteten bereits mehr als 25 % der Beschäftigten außerhalb der Landwirtschaft. Um 1700 hingegen war Venedig zum Selbstversorger bei den meisten Agrarprodukten geworden.
Der Krieg um Kreta verstärkte den Abzug von Menschen und Kapital aufs Land erheblich. So verkaufte die Stadt in ihrer Geldnot rund 900 km² staatlichen Landes, vor allem zwischen 1665 und 1682. Dazu kam der Verkauf von Kirchengut ab 1676. Wurden 1662 noch 8 % der Staatseinnahmen für den Schuldendienst aufgebracht, so waren es 1670 bereits 54 %, bei einem Schuldenberg von 35 Millionen Dukaten. Der Krieg um Kreta soll Venedig 125 Millionen Dukaten gekostet haben, was 40 Jahreseinkünften des Staates entsprach. 
In seiner Not fand sich der Adel 1646 bereit, die Zugehörigkeit zu dem ansonsten weitgehend unzugänglichen Stand für 100.000 Dukaten zu verkaufen. 125 Familien machten bis ins zweite Jahrzehnt des 18. Jahrhunderts von dieser Möglichkeit des gesellschaftlichen Aufstiegs Gebrauch. Dieser umfangreiche Aufstieg löste einen Prestigestreit zwischen alten und neuen Familien aus, der sich vor allem in den Luxusindustrien als anregend erwies.

### Merkantilismus und Regionalkrisen
Die Exportindustrien litten vor allem unter dem Protektionismus der Flächenstaaten und der ökonomischen Schwäche des Mittelmeerraums. Schon das osmanische Importverbot für Seide (1540) hatte die Seidenproduzenten gezwungen, auf andere Märkte auszuweichen. Die französische Wirtschaftspolitik schottete ihren Markt ihrerseits zunehmend gegen Konkurrenz ab, um eigene Industrien zu fördern und dem Fiskus Geldmittel zur Verfügung zu stellen. So erging ein Einfuhrverbot für Muranoglas, um die königliche Glasmanufaktur zu schützen. Ähnliches galt für die französische Seidenproduktion. Hatte Venedig um 1590 noch 10.000 Stück höchstwertiger Seidentuche produziert, so fiel dieses Niveau um 1660 bis auf 2.300, um sich gegen 1700 wieder auf rund 6.000 zu erholen. Bald genehmigte man sogar die Produktion von Rohseide, eine Rolle, die bisher die Kolonien übernommen hatten, während Venedig sich lange die Veredelung vorbehalten hatte.
Ähnlich wirkte der Rückgang der Kaufkraft im Reich, das während des Dreißigjährigen Krieges hohe Bevölkerungsverluste und einen drastischen Wirtschaftsrückgang erleiden musste.
Auch die Wirtschaftsimpulse aus Spanien und Portugal blieben zunehmend aus, ebenso aus dem Osmanischen Reich. Der Mittelmeerraum insgesamt stagnierte, wozu die überhandnehmende Piraterie der Barbaresken ihren Teil beitrug.
Venedig unterhielt um 1650 nur noch rund 100 mittlere bis größere Schiffe, wenn diese Zahl auch bis 1720 wieder auf über 200 anstieg. Allerdings waren dies überwiegend kleinere Schiffe. Die Kaufleute gingen zunehmend dazu über, holländische Schiffe zu erwerben. Der Senat befreite schließlich alle ausländischen Schiffe von den seit Jahrhunderten gewohnten Sonderabgaben. Der Vorrang der Schiffbauindustrie war längst aufgegeben.
Zu den „äußeren“ Faktoren zählte die Pest, die Venedig vor allem in den 1630er Jahren verheerend traf. Der Verlust von mehr als einem Drittel der Bevölkerung sorgte dafür, dass der Kretakrieg die Stadt noch härter traf.

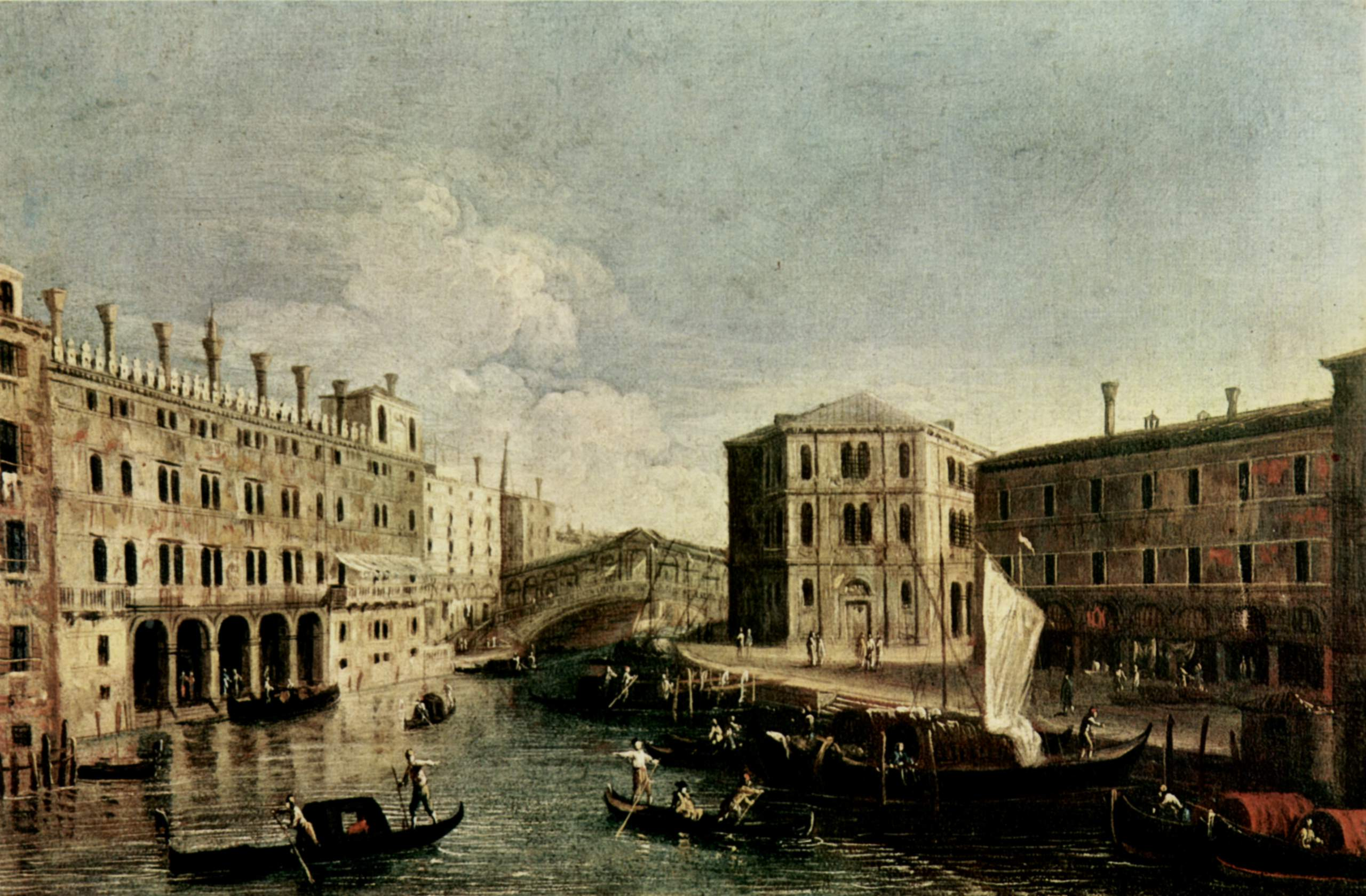
Canaletto: Canal Grande, Fondaco dei Tedeschi und Rialtobrücke. nach 1730

Dabei zeigte sich ein struktureller Nachteil in zunehmender Schärfe. Venedig schwankte viel länger als der Nordwesten Europas zwischen fiskalischen Interessen, Protektionismus und Handelsfreiheit hin und her. So nahm die Stadt aus den Zöllen für Waren im Fondaco dei Tedeschi 1709/10 mehr als 35.000 Dukaten ein. Andererseits wollte man den Handel mit den „Deutschen“ fördern, die im Fondaco durchgehend weniger Abgaben zu leisten hatten. Doch diese staatlichen Zolleinnahmen waren zu unbeweglich und sollten endlich an die „congiunture“ angepasst werden – womit Konjunkturen in einem sehr weiten Sinne gemeint waren. Aber selbst die private Verpachtung der Zölle brachte nicht die erhofften Erträge, im Gegenteil geriet der Pächter 1711 so stark in Zahlungsverzug, dass man ihm mit Konfiszierung seiner Kaution von 4.000 Dukaten drohte.
Insgesamt folgte Venedig jedoch zunehmend, wenn auch mit Verspätung, der Wirtschaftslehre dieser Zeit, dem Merkantilismus. Zu Beginn des 18. Jahrhunderts wurden noch Waren im Wert von 650.000 Dukaten über die Alpen verkauft und von 800.000 in den Rest Italiens. Gleichzeitig gingen Waren für fünf Millionen Dukaten in die Terra ferma. Venedig bildete also beinahe einen ökonomischen Mikrokosmos mit seinem verbliebenen Staatsgebiet.

## Stagnation und Agrarisierung (1700–1797)

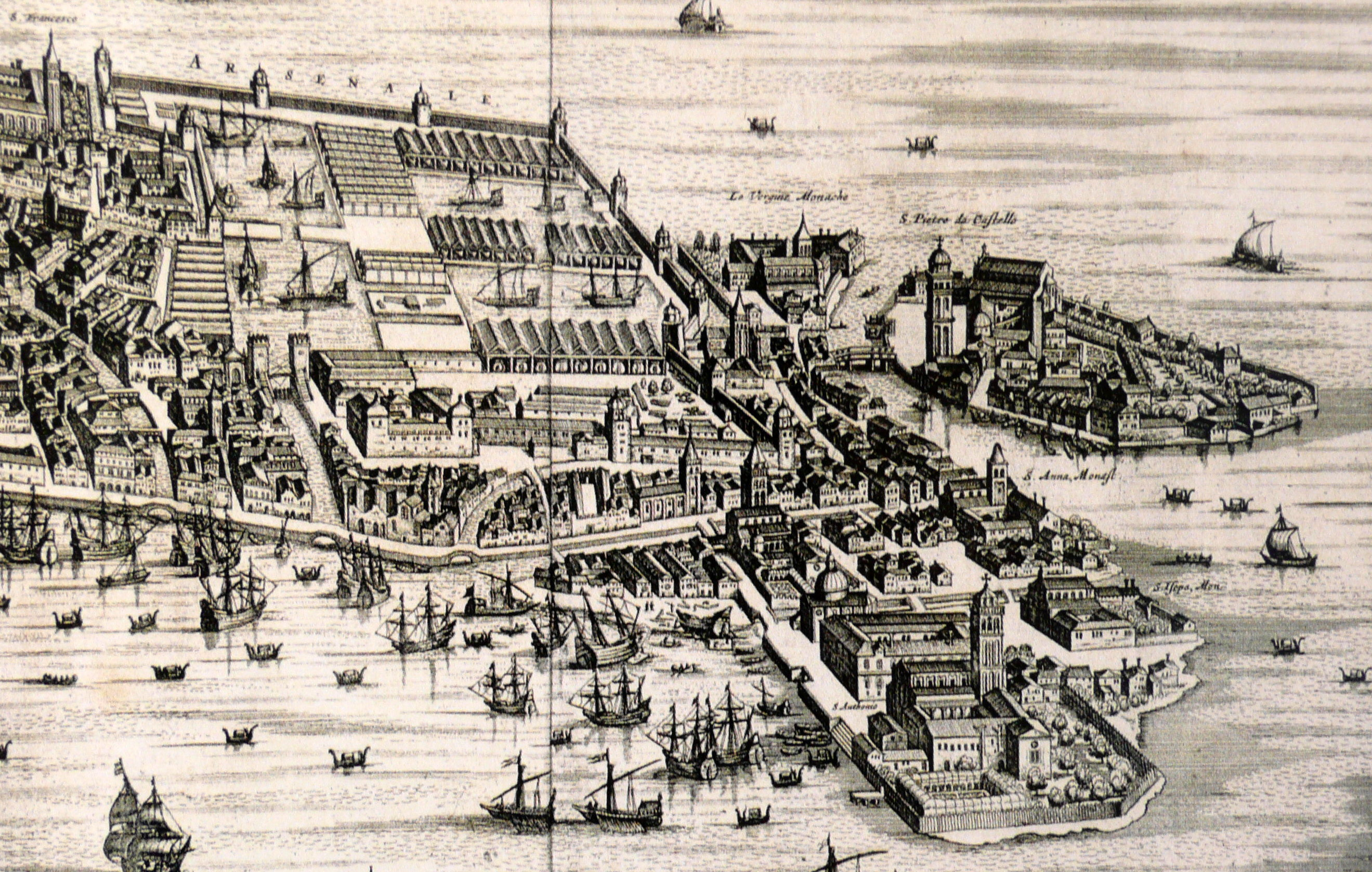
Das Arsenal, Joan Blaeu: Nouveau théatre d’Italie, La Haye: Alberts 1724, Bd. 1, Abb. 30, Ausschnitt

Da die europäischen Minen immer weniger Erträge brachten, blieb die Abhängigkeit vor allem von spanischen und portugiesischen Edelmetallen sehr hoch. Der erste Goldrausch der Geschichte, ab 1693/95 in Brasilien, brachte fast während des gesamten 18. Jahrhunderts jährlich 10 bis 15 Tonnen Gold nach Europa. Bis gegen Mitte des Jahrhunderts verdoppelte sich zudem der Ertrag aus den spanischen Silberminen, die um 1800 über 700 Tonnen pro Jahr lieferten. Diese Edelmetallmengen förderten den Handel nach Asien ungemein, der schon immer große Edelmetallmengen verschlang, doch nur wenig davon gelangte nach Venedig.
Venedig reformierte 1722 und 1733 sein Münzsystem und reduzierte, ähnlich wie Genua, Savoyen und Mailand, die Zahl der Nominale, begrenzte die Kupfermünzen und passte die Münzprägung an die Wertrelation von Gold und Silber an. Schon jetzt unternahm man Versuche einer währungspolitischen Einigung Italiens, eine Zerklüftung, die immer deutlicher zum Hindernis wurde.
Darüber hinaus wurde immer deutlicher, dass Währungspolitik ein wichtiger Faktor der Wirtschaftspolitik war. Um also die Geldmenge auszuweiten, die die Kredite verbilligte und damit den Austausch anregte, versuchte man den Gebrauch von edelmetallfreiem Geld auszuweiten. Dies schien der Schlüssel zum Wettstreit der nationalen Ökonomien untereinander zu sein. Dennoch endete der 1716 gestartete Versuch John Laws in einer Katastrophe, dessen Folgen er sich nur durch die Flucht aus Frankreich entziehen konnte. Seine letzten Lebensjahre verbrachte er in Venedig, wo er auch 1729 starb.

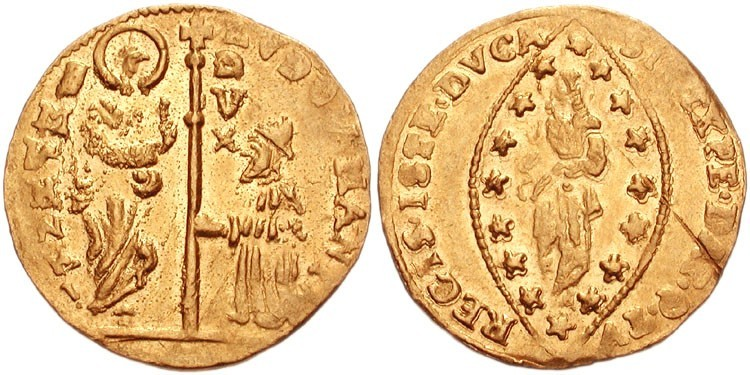
Zecchino des Dogen Ludovico Manin, 1789–1797, 3,54 g, 21 mm

Venedigs Adel war viel zu vorsichtig und zu konservativ geworden, um solche Versuche zu wagen. Die Wirtschaft blieb in viel höherem Maß von Edelmetallen abhängig, hatte bei Weitem nicht die Kreditinstrumente zur Verfügung und konnte schon aufgrund der zu geringen Größe seines Kapitalmarkts nicht mehr mithalten.
Venedig wurde zunehmend zu einem Agrarstaat, der Handel innerhalb seines Gebiets abhängig vom relativ bescheidenen Binnenkonsum. Rohstoffe waren zudem teuer, die Löhne dagegen niedrig, was wiederum den Binnenhandel auf niedrigem Niveau hielt. Auch als erstmals der Getreidehandel 1764 im Großherzogtum Toskana freigegeben wurde, was auf Dauer die Versorgung deutlich erfolgreicher stabilisierte, blieb Venedig auf dem Sektor der Lebensmittelversorgung der liberaleren Wirtschaftsordnung abgeneigt.